# A Manchester United FC 2023–2024-es szezonja
Ez a szócikk a Manchester United FC 2023–2024-es szezonjáról szól, amely a csapatnak sorozatban 49. az angol első osztályban és 32. a Premier League-ben. A United főszponzora a szezonra a TeamViewer volt, az utolsó évad a két fél idő előtt felbontott megegyezésében. A következő szezontól kezdve a Qualcomm Snapdragon márkája lesz a mezszponzor. Előző szezonban mutatott teljesítményének következtében a United az UEFA-bajnokok ligájában is szerepelt, de a csoportkörben az utolsó helyen kiesett. A bajnokságban is kifejezetten sikertelen volt a csapat, nem jutottak európai kupasorozatban nyolcadik helyezésükkel. Ennek ellenére a United megnyerte az FA-Kupa döntőjét, sorozatban másodjára a Manchester City ellen játszva.
Ez a csapat első szezonja volt 2010 óta, amiben nem volt kerettag Phil Jones vagy David de Gea. A szezon előtt a United csapatkapitányt is váltott, három év után nem Harry Maguire viselte a karszalagot, helyére Bruno Fernandest nevezték ki. Változások történtek az Old Trafford stadionban is, ahol a nyár során több szektorban az ülőhelyeket átalakították „biztonságos állóhelyekké,” azaz korlátokat helyeztek el a székek elé. 2023 októberében a Glazer-család úgy döntött, hogy eladja a klub 25%-át és teljes irányítást a cég labdarúgással foglalkozó ága fölött Sir Jim Ratcliffe manchesteri milliárdosnak, amely megegyezést 2023 karácsony estéjén jelentettek be, a Premier League pedig 2024. február 13-án hagyott jóvá.

## Mezek
Gyártó: Adidas
Mezszponzor: TeamViewer
A United a csapat hazai mezeit 2023. június 27-én mutatta be, amit vörös rózsák, a város jelképei díszítenek. A megszokott vörös mez oldalain fekete csíkok láthatók, míg a galléron a csapat három színe (vörös, fekete és fehér) szerepel. Ugyanezen a napon mutatták be a megszokott zöld kapusmezt. A zöld-fehér-piros csíkos idegenbeli mezt 2023. július 24-én mutatta be a csapat, a harmadikat pedig augusztus 8-án. A harmadik mez „felhő fehér” és az 1908–1909-es szezonban először FA-Kupa-győztes csapat meze inspirálta. A csapat teljes logója nem látható rajta, csak a Vörös Ördög.

### Mezőnyjátékos mez
| Hazai | Vendég | Harmadik |

### Kapus mez
| Kapus 1 | Kapus 2 | Kapus 3 |

## Előszezon és barátságos mérkőzések
A 2023–2024-es szezonra a csapat az Amerikai Egyesült Államokban készült fel, 2018 óta először. A túra előtt a csapat a rivális Leeds United csapatával mérkőzött meg Norvégiában 2023. július 12-én, majd a francia Olympique Lyonnal, Skóciában július 19-én, amely a Vörös Ördögök első mérkőzése volt az országban 2010 óta.  Az első mérkőzést az Egyesült Államokban a rivális Arsenal ellen játszották New Jerseyben, a másodikat a walesi Wrexham ellen San Diegóban, ahol főleg az utánpótlás játszott, majd rögtön másnap a United a spanyol gigász Real Madrid csapatával mérkőztek meg Houstonban. Később a csapat Las Vegasba utazott, hogy a német Borussia Dortmund ellen játsszanak. Az amerikai felkészülés után visszatért Európába a United és az RC Lens, illetve az Athletic Bilbao csapatával mérkőzött meg Angliában és Írországban, egymást követő napokon.
A Carrington edzőközpontba 2023. július 6-án tértek vissza a csapat azon tagjai, akik nem utaztak el válogatottjaikkal különböző mérkőzésekre, míg a válogatott kerettagok kilenc nappal később, július 15-én. A Leeds United elleni találkozóra 26 játékossal utazott el a csapat, néhány megszokott felnőtt kerettag mellett Oslóba repült Nathan Bishop és Matěj Kovář kapusok, Álvaro Carreras, Rhys Bennett, Will Fish és Marc Jurado védők, Toby Collyer, Dan Gore, Isak Hansen-Aarøen, Kobbie Mainoo, Maxi Oyedele és Charlie Savage középpályások, illetve Noam Emeran, Omari Forson, Joe Hugill és Shola Shoretire támadók, akik közül többen is még első pályára lépésükre vártak a United színeiben. Mindezek mellett Mason Mount is a csapattal utazott, szintén első mérkőzésére készülve nyári szerződtetését követően, míg Lisandro Martínez hónapokig tartó lábsérülése után tért vissza a keretbe. A United jól kezdte a találkozót, több lehetősége is volt, de nem tudott betalálni az első félidőben. A második játékrészre a teljes csapatot leváltotta Erik ten Hag. A Vörös Ördögök végül Emeran révén szerezték meg a vezetést, kicsit több, mint egy óra elteltével, Hansen-Aarøen gólpasszát követően. A 81. percben Hugill duplázta meg az előnyt és Bennett is közel állt a gólszerzéshez az utolsó másodpercekben, de a United 2–0-ás győzelemmel zárta első felkészülési találkozóját.
Edinburgh-ba egy hasonló csapat utazott el, bár helyet kapott a keretben Elyh Harrison, Tom Heaton helyett, illetve visszatért a felnőtt csapat több tagja is, mint Aaron Wan-Bissaka, Fred és Antony. Ezek mellett ott volt a repülőn Jonny Evans, aki korábban évekig játszott a vörös mezben (2006–2015 között) és nyáron átmenetileg visszatért Manchesterbe, eredetileg csak addig, amíg új csapatot nem talál (később, szeptemberben aláírt egy egy éves szerződést a Uniteddel és fontos szerepet játszott a szezon során). Sérülés miatt nem játszhatott Tyrell Malacia és Rhys Bennett. Az előző mérkőzéshez hasonlóan a United jól kezdte a találkozót, perceken belül több nagy lehetősége is volt a csapatnak. Ennek ellenére az első félidőben ismét nem tudtak betalálni. A félidei szünetben tíz játékost cserélt a United (Kovář kivételével), többek között pályára lépett Evans, Donny van de Beek és Fred is, a felkészülési időszakban először. Végül a holland középpályás góljával került előnybe a United a 49. percben és ez is bizonyult a győztes találatnak.
A United amerikai útjára Erik ten Hag harmincegy fős keretet nevezett. A kapusok Nathan Bishop, Tom Heaton, Dean Henderson és Radek Vítek voltak, a védők Diogo Dalot, Álvaro Carreras, Victor Lindelöf, Harry Maguire, Lisandro Martínez, Luke Shaw, Raphaël Varane, Aaron Wan-Bissaka és Brandon Williams, a középpályások Amad, Antony, Casemiro, Christian Eriksen, Bruno Fernandes, Dan Gore, Hannibal, Kobbie Mainoo, Scott McTominay, Mason Mount, Facundo Pellistri, Jadon Sancho és Donny van de Beek, a támadók pedig Anthony Elanga, Omari Forson, Alejandro Garnacho, Anthony Martial és Marcus Rashford. A felnőtt keret tagjai közül csak Fred, Alex Telles és Eric Bailly nem utazott a csapattal, mind távoztak az átigazolási időszak során. Tekintve, hogy a Vörös Ördögöknek egymás utáni napokon is voltak mérkőzései, a United két kerettel utazott nyugatra, a felnőtt csapat New Jerseybe, az utánpótlás pedig San Diegóba. A tizenöt játékos közül, aki a Wrexham elleni találkozóra utazott Kaliforniába, tizennégy utánpótlás-játékos volt (Sonny Aljofree, Toby Collyer, Will Fish, Isak Hansen-Aarøen, Elyh Harrison, Joe Hugill, Marc Jurado, Willy Kambwala, Charlie McNeill, Dermot Mee, Mateo Mejia, Maxi Oyedele, Logan Pye és Shola Shoretire), Evans kivételével.
Az első mérkőzést az Egyesült Államokban az Arsenal ellen játszották több, mint 82 ezer néző előtt. A United színeiben játszott az első félidőben Kobbie Mainoo és Alejandro Garnacho is, míg Mikel Arteta szinte a legerősebb Arsenal-csapatot küldte a pályára. A manchesteriek ismét jól kezdték a találkozót és Aaron Ramsdale hibáját követően Bruno Fernandes meg is szerezte az első gólt, a 30. percben. Mindössze hét perc kellett a csapat második góljához, amit Jadon Sancho értékesített a tizenhatos jobb oldaláról. A szünetben a United ismét tízet cserélt, a második félidő kevésbé volt mozgalmas, a United könnyen megtartotta az előnyt, a végeredmény 2–0 lett. A mérkőzés végén az eredménytől függetlenül büntetőpárbajt tartottak, aminek végeredménye 5–3 volt, a United másodjára is diadalmaskodott a mérkőzésen. Casemiro, Diogo Dalot, Victor Lindelöf, Marcus Rashford és Christian Eriksen mind értékesítették tizenegyesüket, míg az Arsenal játékosai közül csak Fábio Vieira hibázott, a kapu fölé lőve a labdát. A mérkőzésen megsérült a csereként beálló Amad, és decemberig nem is szerepelt újra.
A Wrexham elleni találkozón a csapat menedzsere Travis Binnion volt, aki az U21-es keret edzője. Az utánpótlás játékosokkal kiálló United 3–1-re kikapott a negyedosztályú csapattól, Marc Jurado volt az egyetlen, aki be tudott találni, míg Dan Gore-t kiállították. Ugyan a United jól kezdte a mérkőzést, nem igazán tudott jó helyzeteket kialakítani a csapat. A Wrexham a 36. percre már 2–0-ra vezetett Lee és Hayden góljaival, majd a 69. percben állították be a 3–1-es végeredményt. A találkozón komoly sérülést szenvedett Paul Mullin, miután összeütközött Bishoppal. A mérkőzés után Ten Hag bejelentette, hogy Evans és Hugill a felnőtt kerettel marad az Egyesült Államokban a felkészülési időszak fennmaradó részére.
Másnap a Real Madrid ellen először pályára lépett André Onana és kezdőként játszott Kobbie Mainoo. Az angol középpályás megsérült a találkozó második percében, miután összeütközött Rodrygóval, és emiatt ki is hagyta a szezon első felét. A spanyol csapat a 6. percben szerezte meg a vezetést Jude Bellingham góljával, aki átemelte a labdát a kapus felett. Ugyan mindkét csapatnak voltak lehetőségei a gólszerzésre a félidő hátralévő részében, az eredmény 45 perc után 1–0 volt. A Vörös Ördögök sokkal jobban játszottak a második félidőben, több lehetősége is volt a csapatnak, de egyenlíteni nem tudtak. Egy óra játékidő után a United nyolcat cserélt, csak Fernandes és Onana maradt a pályán a kezdők közül. A 89. percben a Real Madrid megduplázta az előnyt és beállította a 2–0-ás végeredményt, Joselu ollózásával.
Az amerikai felkészülési időszakot Las Vegasban zárta a United, a Borussia Dortmund ellen. Az első félidőben jól játszott a manchesteri csapat, de később több védekezési hibának köszönhetően elvesztették a találkozót. A 24. percben Diogo Dalot szerezte meg a vezetést a Unitednek, a tizenhatoson kívülről a felső sarokba helyezve a labdát. Ezt követően a Dortmund ki tudott egyenlíteni, majd egy perccel később megszerezte a vezetést, Donyell Malen duplájával, Dalot és Brandon Williams hibáit követően. A Dortmund is hibázott, így Antony ki tudta egyenlíteni a találkozót az 52. percben, mielőtt Aaron Wan-Bissaka hibája után Youssoufa Moukoko megnyerte a német csapatnak a mérkőzést, 3–2-re.
Az RC Lens ellen, az utolsó Old Traffordon játszott mérkőzésen a bajnokság kezdete előtt, Erik ten Hag a legerősebb csapatával állt ki a francia ezüstérmes ellen. A találkozó előtt mutatta be a United Rasmus Højlund-t, a csapat új igazolását. A Unitednek több lehetősége is volt az első félidőben, de egyet se tudott értékesíteni. Florian Sotoca szerezte a találkozó első gólját, a félpályáról átemelve a kapujától távol álló Onanát, Dalot rossz passzát követően. A második félidőben a United tizenegy perc alatt beállította a végeredményt, a 48. percben Marcus Rashford, az 53. percben Antony, az 59. percben pedig Casemiro talált be. Az utolsó előtti felkészülési mérkőzés eredménye így 3–1 lett.
Az utolsó felkészülési mérkőzést a United az Athletic Bilbao ellen játszotta, Írországban, főleg azon játékosok szerepeltek, akik a felnőtt keret tagjai, de az előző találkozón nem léptek pályára. Egyik csapatnak se volt kiemelkedő lehetősége, amíg a 26. percben a bíró eleinte büntetőt, majd szabadrúgást adott a baszkoknak, Álvaro Carreras szabálytalanságát követően. A 29. percben Nico Williams előnybe helyezte a spanyol csapatot, Harry Maguire hibája után. A bekapott gólt követően a Unitednek több lehetősége is volt, főleg szögletekből, de nem találtak be az első félidőben. Egyet cserélt a második játékrész előtt a csapat, Hannibal állt be Van de Beek helyett. A 66. percben a bíró kiállította Aitor Paredest, miután utolsó emberként földre rántotta a tunéziai középpályást. A 75. percben beállt a United korábbi játékosa, Ander Herrera is. Az utolsó percben Facundo Pellistri kiegyenlített Maguire gólpassza után, így a csapat egy 1–1-es döntetlennel zárta a felkészülési időszakot.
A csapat a szezon közben is játszott edzőmérkőzésket, bár ezekről kevesebbet lehet tudni, hiszen zárt ajtók mögött kerültek megrendezésre. 2023. augusztus 15-én az Everton ellen játszottak a Carrington edzőközpontban. A találkozót a United 2–0-ra nyerte egy öngóllal és McTominay találatával. Nyolc nappal később pedig a Burnley ellen játszottak hasonló körülmények között, amely mérkőzést viszont 3–0 arányban elveszítettek. Az októberi válogatott-szünetben is rendeztek egy edzőmérkőzést sérülésből visszatérő és U21-es játékosaiknak, a Barnsley ellen.
Minden időpont helyi idő szerint feltüntetve
| 2023. július 12. 17:00 |

| Manchester United     | 2–0               | Leeds United |
| --------------------- | ----------------- | ------------ |
| Emeran 67' Hugill 81' | (0–0) Jegyzőkönyv |              |

| Ullevaal Stadion, Oslo, Norvégia Nézőszám: 21 021 |

| 2023. július 19. 14:00 |

| Manchester United | 1–0               | Olympique Lyon |
| ----------------- | ----------------- | -------------- |
| van de Beek 49'   | (0–0) Jegyzőkönyv |                |

| Murrayfield Stadion, Edinburgh, Skócia Nézőszám: 48 484 |

| 2023. július 22. 17:00 |

| Arsenal                                 | 0–2         | Manchester United                        |
| --------------------------------------- | ----------- | ---------------------------------------- |
|                                         | Jegyzőkönyv | Fernandes 30' Sancho 37'                 |
| Büntetőpárbaj                           |             |                                          |
| Ødegaard Trossard Fábio Vieira Jorginho | 3–5         | Casemiro Dalot Lindelöf Rashford Eriksen |

| MetLife Stadion, East Rutherford, NJ Nézőszám: 82 262 |

| 2023. július 25. 19:30 |

| Manchester United     | 1–3               | Wrexham                      |
| --------------------- | ----------------- | ---------------------------- |
| Jurado 45+6' Gore 47′ | (1–2) Jegyzőkönyv | Lee 29' Hayden 36' Dalby 69' |

| Snapdragon Stadion, San Diego, CA Nézőszám: 34 248 |

| 2023. július 26. 19:30 |

| Real Madrid              | 2–0               | Manchester United |
| ------------------------ | ----------------- | ----------------- |
| Bellingham 6' Joselu 89' | (1–0) Jegyzőkönyv |                   |

| NRG Stadion, Houston, TX Nézőszám: 67 801 |

| 2023. július 30. 18:00 |

| Manchester United    | 2–3               | Borussia Dortmund          |
| -------------------- | ----------------- | -------------------------- |
| Dalot 24' Antony 52' | (1-2) Jegyzőkönyv | Malen 43', 44' Moukoko 71' |

| Allegiant Stadion, Paradise, NV Nézőszám: 50 857 |

| 2023. augusztus 5. 12:45 |

| Manchester United                    | 3–1         | Lens       |
| ------------------------------------ | ----------- | ---------- |
| Rashford 48' Antony 53' Casemiro 59' | Jegyzőkönyv | Sotoca 23' |

| Old Trafford, Manchester, Anglia Nézőszám: 70 000 |

| 2023. augusztus 6. 16:00 |

| Manchester United | 1–1               | Athletic Bilbao          |
| ----------------- | ----------------- | ------------------------ |
| Pellistri 90+2'   | (0–1) Jegyzőkönyv | Williams 29' Paredes 66′ |

| Aviva Stadion, Dublin, Írország Nézőszám: 50 200 |

| 2023. augusztus 15. (edzőmérkőzés) 13:00 |

| Manchester United | 2–0               | Everton |
| ----------------- | ----------------- | ------- |
| Öngól McTominay   | (1–0) Jegyzőkönyv |         |

| Trafford Training Centre, Manchester, Anglia |

| 2023. augusztus 23. (edzőmérkőzés) |

| Manchester United | 0–3         | Burnley |
| ----------------- | ----------- | ------- |
|                   | Jegyzőkönyv |         |

| Trafford Training Centre, Manchester, Anglia |

| 2023. október 10. (edzőmérkőzés) |

| Manchester United | 3–0 | Barnsley |
| ----------------- | --- | -------- |
|                   |     |          |

| Trafford Training Centre, Manchester, Anglia |

## Premier League

### Áttekintés
Augusztus
A mérkőzések dátumait 2023. június 15-én jelentették be, a Premier League augusztus 11-én kezdődött. A Manchester United először csak 2023. augusztus 14-én lépett pályára, a Wolverhampton Wanderers csapata ellen az egyetlen hétfői mérkőzésként, hazai pályán. Már az első bajnoki előtt sok sérült volt a United keretében, ami később megszokott lett a szezon során, és akik közé tartozott Rasmus Højlund, Tyrell Malacia, Amad, Kobbie Mainoo, illetve a csapat összes felnőtt kerethez tartozó kapusa, André Onana kivételével. Ennek ellenére Dean Henderson leült a padra és bemutatkozott tétmérkőzésen Onana és Mason Mount is. Az első félidőben mindkét csapatnak voltak kisebb-nagyobb helyzetei, a United dominálta a labdabirtoklást, de alig találták el a felek a kaput és gólt se szereztek. A félidei szünetben Ten Hag lecserélte Lisandro Martínezt, helyére Victor Lindelöf állt be. A második játékrészben mindkét csapatnak voltak nagyobb gólszerzési lehetőségei, de a 77. percig egyet se tudtak értékesíteni, mikor Raphaël Varane a kapuba fejelte Aaron Wan-Bissaka passzát. Ugyan a 96. percben Onana összeütközött egy támadóval, amiért a Wolverhampton játékosai és edzője szerint büntetőt kellett volna kapnia a csapatnak, a francia védő találata bizonyult végül a győztes gólnak, a United szezonnyitójának végeredménye 1–0 lett.
A hónap második találkozójára Londonba utazott a United, a Tottenham Hotspur ellen játszottak, a két csapat története során kétszázadik alkalommal. Mindkét csapatnak voltak nagyobb lehetőségei mindkét félidőben, ezek közé tartozott például Bruno Fernandes fejese, ami elkerülte a kaput, illetve mindkét kapus kiemelkedően védett. Végül a Spurs a 49. percben előnybe került Pape Matar Sarr találatát követően, majd a 83. percben Lisandro Martínez öngólja eldöntötte a mérkőzést, beállítva a 2–0-ás végeredményt. A találkozó első félidejében a labda Cristian Romero kezére pattant a tizenhatoson belül, de a United nem kapott büntetőt.
Augusztus utolsó találkozóját a Nottingham Forest ellen játszotta a csapat, hazai pályán. A mérkőzés előtt több sérülést is szenvedtek a csapat játékosai, Mason Mount és Luke Shaw is kiesett hosszabb időszakra. Először kezdett a szezonban a találkozón Anthony Martial, Christian Eriksen és Diogo Dalot is, ez volt a korábbi háromszázadik pályára lépése a csapat színeiben. A Forestnek kevesebb, mint két perc kellett a gólszerzéshez, mikor a United elveszítette a labdát egy szöglet után és Taiwo Awoniyi gyorsaságát kihasználva előnybe helyezte csapatát, majd két perccel később Willy Boly megduplázta az előnyt. A második gól után a Vörös Ördögök sokkal jobban kezdtek játszani, több nagy lehetőségük is volt és a 17. percben szépítettek Eriksen révén, Rashford beadása után. A félidőben le kellett cserélni Varane-t, sérülés miatt. Az 52. percben egyenlített ki a United, mikor egy szabadrúgás után Rashford a tizenhatoson belülre emelte a labdát, ahol Fernandes azt tovább tudta fejelni az érkező Casemirónak, aki a hálóba helyezte a játékszert. A 67. percben kiállították a Forest csapatkapitányát, Joe Worralt, miután lerántotta a kapu felé futó Fernandest. A 75. percben ezt követően büntetőt kapott a United, miután Danilo felrúgta Rashfordot és, amit Fernandes értékesített, ezzel megfordítva a mérkőzést. A végeredmény 3–2 lett, a United 5. volt a bajnokságban a találkozó után. Pályára lépett a Unitedtól a nyáron távozó Anthony Elanga is. A mérkőzés után a csapat szurkolói a stadionban maradtak, hogy tüntessenek a csapat tulajdonosai, a Glazer-család ellen.
Szeptember
Első szeptemberi mérkőzését a United az Arsenal ellen játszotta, Londonban, a mérkőzés utolsó pillanataiban elveszítve a mérkőzést. A cserepadon kezdett először a csapat három új igazolása, Rasmus Højlund, Sergio Reguilón és Altay Bayındır is. Ezek mellett Victor Lindelöf a kezdőcsapatba került, a sérült Raphaël Varane helyett. Mindkét csapat aktívan kezdett, de az Arsenalnak voltak nagyobb lehetőségei az első 15 percben, többször is az utolsó pillanatban tudott menteni a United védelme. Ennek ellenére a 27. percben Marcus Rashford szerezte meg a mérkőzés első gólját, egy kiemelkedő ellentámadás után, a csapat első lövéséből, de Martin Ødegaard kevesebb, mint egy perccel később ki is egyenlített. Az 59. percben Aaron Wan-Bissaka szabálytalansága után az Arsenal büntetőt kapott, de Anthony Taylor bíró úgy döntött, hogy Kai Havertz nem a védők miatt esett el, hanem feldobta magát. Azt követően, hogy sárga lapot kapott egy szabálytalanságért, Lisandro Martínez megsérült, helyére Harry Maguire állt be. Vele együtt pályára lépett Højlund is, először a United színeiben. A 84. percben beállt még Jonny Evans, nyolc év után először szerepelt a bajnokságban a csapat játékosaként. A 88. percben betalált Alejandro Garnacho, de a bíró úgy döntött a játékos lesen volt. A 96. percben Declan Rice megnyerte a mérkőzést az Arsenalnak, miután lövése a kapuba pattant Evansről. A végeredményt Gabriel Jesus állította be a 101. percben, az Arsenal 3–1-re nyert.
Szeptember második mérkőzését és az elsőt a válogatott szünet után a Brighton & Hove Albion ellen játszotta a csapat. A United nagyon intenzíven kezdte a találkozót, már az első tíz percben is több lehetőségük volt. Mindezek ellenére a Brighton szerezte az első gólt, a United volt játékosa, Danny Welbeck találatával. A 40. percben úgy tűnt, hogy Rasmus Højlund kiegyenlített első kezdő mérkőzésén, Marcus Rashford gólpassza után, de a videóbíró úgy döntött, hogy a labda a vonalon kívül volt az angol támadó passza előtt. Az 53. percben Pascal Groß megduplázta a dél-angol csapat előnyét, majd João Pedro a 71. percben megszerezte a Brighton harmadik gólját. A 73. percben Hannibal szépített, a tizenhatoson kívülről, de a United nem tudott egyenlíteni, a végeredmény 3–1 lett. A vereség véget vetett a United tizenhárom hónapig tartó hazai veretlenségi sorozatának, a legutóbbi csapat, ami nyerni tudott az Old Traffordon szintén a Brighton volt. A csapat ezzel az eredménnyel négy mérkőzésen tíz gólt kapott és több, mint egyet sorozatban négy találkozón, 1979 óta először. Ezen a bajnokin mutatkozott be Sergio Reguilón, míg Aaron Wan-Bissaka izomsérülést szenvedett, egyre tovább rontva a csapat sérülési krízisét.
A Vörös Ördögök következő bajnokija a Burnley ellen került megrendezésre, idegenben. Mindkét csapatnak voltak eleinte helyzetei, de úgy tűnt Jonny Evans fejese fogja előnybe helyezni a Unitedet, a játékos kétszázadik mérkőzésén és 2015 óta első találkozóján kezdőként a csapat színeiben. A gólt a videóbíró értéktelenítette, annak következtében, hogy Højlund a kapus előtt állt les helyzetben az északír góljának pillanatában. Nem sokkal később, Evans közel negyven méteres passzát követően Bruno Fernandes kapásból a kapu távoli sarkába lőtte a labdát, megszerezve „a szezon egyik legszebb gólját.” Ez a találat lett végül a győztes gól, a United először nyert idegenben a szezonban.
Szeptember utolsó mérkőzését a Manchester United a Crystal Palace ellen játszotta, Manchesterben, mindössze négy nappal az után, hogy a Vörös Ördögök 3–0-ra nyertek a ligakupában a londoni csapat ellen. Szeptember 30-án viszont nem volt ilyen sikeres a csapat, Joachim Andersen góljának köszönhetően a Palace nyert, 1–0-ra. Sam Johnstone és a londoniak védelme kiemelkedő volt, többször is megakadályozva Højlund-t és Fernandest. A United így sorozatban másodjára kapott ki a bajnokságban hazai pályán.
Október
Október első bajnokiját a Brentford ellen játszotta a United az Old Traffordon, két hazai vereséget követően a Crystal Palace és a Galatasaray ellen. Az 1930-as évek óta nem tudott a stadionban diadalmaskodni a Brentford, ennek ellenére ők szerezték meg a vezetést, a 26. percben, Mathias Jensen góljával. A 90. percben úgy tűnt, majdnem 70 perc elteltével egyenlített a United, de Anthony Martial leshelyzetből értékesített egy lehetőséget. Három perccel később Scott McTominay viszont szabályosan tudott gólt szerezni, kiegyenlítve a találkozót. A skót a 97. percben megszerezte második találatát is, megnyerve a találkozót, Harry Maguire gólpasszát fejjel értékesítve.
A hónap második bajnokijára csak 21-én került sor, az újonc Sheffield ellen. Az első nagy helyzete a Sheffield Unitednek volt, Oliver McBurnie lövését kellett Onanának védenie. Ennek ellenére a manchesteri csapat szerezte meg a vezetést, Scott McTominay góljával, a 28. percben. Hat perccel később viszont a skót középpályás kézzel ért labdához a tizenhatoson belül, így büntető kapott a Sheffield, amit McBurnie értékesített is. A Unitednek több nagyobb lehetősége is volt, de a csapat győztes gólját végül Victor Lindelöf gólpassza után Diogo Dalot szerezte meg a második félidőben, a 77. percben, a jobb felső sarokba tekerve a labdát a tizenhatoson kívülről. A Vörös Ördögök először nyertek két mérkőzést sorozatban a bajnokságban a szezonban.
Októbert a csapat a 191. manchesteri derbivel zárta, hazai pályán. A City kezdett jobban, domináltak az első fél órában és végül a 26. percben szerezték meg a vezetést, Erling Haaland tizenegyesével. Az első félidőben még volt több nagyobb lehetősége is mindkét csapatnak, de egyik se tudta őket értékesíteni, Onana és Ederson is többször is nagyot védett. A félidőben csereként pályára lépett Mason Mount. Haaland a 49. percben megduplázta az előnyt, Onana kapujába fejelve a labdát. A 80. percben Phil Foden értékesítette a City harmadik gólját.
November
November első bajnokiját a hónap negyedik napján játszotta a csapat, a Fulham ellen, Londonban. Ez volt az első mérkőzés a Premier League történetében, ahol a negyedik játékvezető nő volt, Rebecca Welch. A Fulham színeiben pályára lépett a United korábbi középpályása, Andreas Pereira. Egy korai ütközés után Harry Maguire már az első percben a földre került, majd úgy tűnt, hogy Scott McTominay előnybe helyezte a Unitedet hét perccel később, de a videóbíró döntése szerint Maguire lesen volt a szabadrúgás után, annak ellenére, hogy se a gólpasszt adó Alejandro Garnacho, se McTominay nem volt szabálytalan helyzetben a támadás közben, a BBC szakértői ezt egy „nagyon szubjektív” döntésnek nevezték. Mindkét csapatnak nehezére esett helyzetet kialakítani, nagyon sokáig úgy tűnt, hogy a csapatok képtelenek lesznek gólt szerezni, de a 91. percben Bruno Fernandes találatával a United megszerezte a vezetést, a portugál 200. találkozóján.
November utolsó találkozója a válogatott szünet előtt november 11-én került megrendezésre, a Luton Town ellen. A United jól kezdte a mérkőzést, már az első félidőben is több gólszerzési lehetősége volt a csapatnak, de egyiket se tudták értékesíteni. A második félidőben, az 59. percben, Victor Lindelöf első találatával három év elteltével, tudott végül előnybe kerülni – és bebiztosítani a győzelmet – a United. Ezzel a győzelemmel a csapat már négy mérkőzést megnyert legutóbbi öt bajnokijából. Ezek mellett május óta először sorozatban két mérkőzést lehoztak kapott gól nélkül és meghosszabbították hazai győzelmi sorozatukat a Luton ellen, ami a 19. századig nyúlik vissza.
2023. november 26-án a United az Everton ellen játszott, ahol Erik ten Hag a nézőtérről követte csapatát, miután megkapta a szezonja harmadik figyelmeztetését. Helyét a mérkőzésre Mitchell van der Gaag vette át. A manchesteriek már a harmadik percben megszerezték a vezetést, Alejandro Garnacho ollózott találata után, amit több szakértő is a szezon egyik legszebbjének nevezett és később meg is nyerte a szezon gólja díjat a Premier League-ben, illetve a Puskás Ferenc-díjat is. Ugyan az Evertonnak több lehetősége is volt az első félidőben, az immáron öt kapott gól nélküli mérkőzéssel rendelkező André Onana kiemelkedően védett. A Vörös Ördögök még kétszer találtak be, Ashley Young szabálytalansága után Marcus Rashford büntetőjével, illetve Anthony Martial góljával. A United sorozatban három mérkőzésen nem kapott gólt a bajnokságban és Kobbie Mainoo is ezen a találkozón mutatkozott be kezdőként. A United így kapott gól nélkül zárta a hónapot.
December
Decembert a manchesteri csapat a Newcastle ellen nyitotta. A United nagyon gyengén kezdte a mérkőzést, az első félidőben alig volt lehetőségük. A Newcastle szerezte meg a vezetést és egyben a győztes gólt az 55. percben, Anthony Gordon révén. Ugyan a Vörös Ördögök több lehetőséget is kialakítottak az utolsó húsz percben, kiegyenlíteni nem tudtak. Több, mint száz év elteltével a Newcastle először verte meg sorozatban háromszor a Manchester United csapatát.
December 6-án a United a Chelsea csapatával mérkőzött meg. A manchesteriek kiemelkedően játszottak az egész mérkőzésen és Scott McTominay góljával előnybe is kerültek a 19. percben. A skót középpályás a második félidőben másodjára is betalált, így a szezonban ez már második duplája volt az Old Traffordon és a találkozón egy mesterhármashoz is közel állt. A Chelsea Cole Palmer révén még egyenlített az első félidőben, illetve a United több nagy helyzetet, többek között egy büntető is kihagyott. A végeredmény 2–1 lett, a United sorozatban másodjára verte meg a londoni csapatot.
Három nappal később a Vörös Ördögök a Bournemouth ellen játszottak. A United már öt perc elteltével hátrányba került, védelmi hibák és Dominic Solanke gólja után. Az első félidő fennmaradó részében főleg a United dominált, de a Bournemouth kiemelkedően védekezett. A második félidő közepén végül a United minden reményt elveszített a pontszerzésre, a Bournemouth Philip Billing és Marcos Senesi góljaival öt perc alatt háromra növelte előnyét, beállítva a végeredményt. Ezek mellett Bruno Fernandes megkapta szezonja ötödik sárga lapját, így nem játszhatott a következő bajnokin a Liverpool ellen.
December 16-án a United a Liverpool csapatával találkozott, idegenben. Legutóbbi mérkőzésükön a Liverpool 7–0-ás különbséggel diadalmaskodott. Az első félidőben mindkét csapat viszonylag gyengén játszott, de a hazaiaknak volt néhány helyzete. A második játékrész is hasonlóan folytatódott, bár a United is helyzetbe került, először Alejandro Garnacho, majd Rasmus Højlundnak köszönhetően. A 94. percben Diogo Dalot-t kiállította a játékvezető, miután a jobbhátvéd kifejezte frusztrációját, hogy a Liverpool kapott bedobást a találkozó utolsó pillanataiban. A mérkőzés végeredménye 0–0 lett. Ez volt a United szezonja első döntetlenje a bajnokságban. A United keretében nyolc saját nevelésű játékos is szerepelt: a csapatkapitányként játszó McTominay, Jonny Evans, Hannibal, Rashford, Garnacho, Kobbie Mainoo, aki a párosítás történetének legfiatalabb játékosa, Dan Gore és Willy Kambwala.
December 23-án a manchesteri csapat Londonba utazott, a West Ham United otthonába. A mérkőzés nagy része eseménytelen volt, kisebb helyzetei voltak mindkét csapatnak. A 72. percben került végül előnybe a West Ham, Jarrod Bowen találatát követően, majd hat perccel később meg is duplázták előnyüket, Mohammed Kudus góljával. Ezzel a vereséggel a United 1930 óta először veszített el 13 mérkőzést karácsony napja előtt és a West Ham 2007 óta először nyert sorozatban kétszer a Vörös Ördögök ellen. Ezen a mérkőzésen mutatkozott be az előző találkozón padon ülő Willy Kambwala.

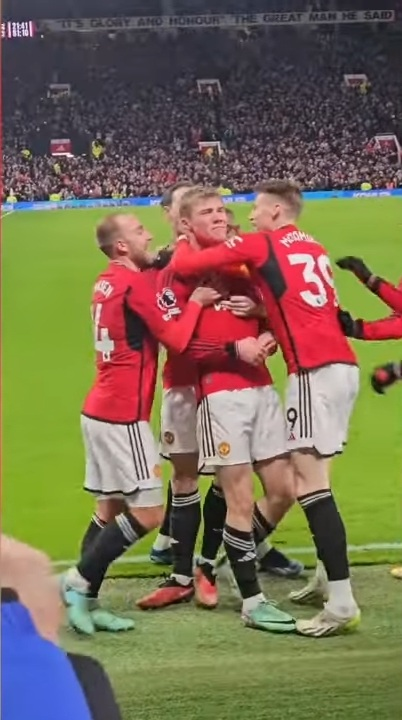
A United játékosai, Rasmus Højlund győztes gólját ünnepelve az Aston Villa ellen

Három nappal később az Aston Villa látogatott Manchesterbe. Ez volt az első találkozó az után, hogy a United bejelentette, hogy Sir Jim Ratcliffe megvásárolta a csapat 25%-át. Ugyan a Unitednek volt egy-két nagyobb lehetősége a találkozó elején, egyiket se tudták értékesíteni. A 22. percben John McGinn egy szabadrúgásból betalált, André Onana hibája után. Ez után csak négy perc kellett a birminghami csapatnak, hogy megduplázzák előnyüket, ismét egy védelmi hibát követően, Leander Dendoncker góljával. A 47. percben úgy tűnt, Alejandro Garnacho ki tudott egyenlíteni, de az argentín támadó lesen volt. Végül az 59. percben tényleg betalált, Rashford gólpassza után, majd a 71. percben kiegyenlített. A 82. percben végül megfordította és megnyerte a mérkőzést a United, Rasmus Højlund első bajnoki találatával.
Az év utolsó mérkőzésén a United a Nottingham Foresttel mérkőzött meg. A Forest szerezte meg a vezetést a második félidőben, Nicolás Domínguez találatával, amit egy Rashford-gól követett a 78. percben. Mindössze négy perccel később viszont megint a Nottingham vezetett, ezúttal Morgan Gibbs-White góljával. A manchesteriek így a hetedik helyen zárták az évet.
Januártól márciusig
Január egyetlen bajnokiját a United 2023. december 14-én játszotta a Tottenham Hotspur ellen. Ezen a találkozón tekintette meg először az Old Traffordon a csapatot a United új résztulajdonosa, Sir Jim Ratcliffe. A United már a harmadik percben előnybe került, Rasmus Højlund gólját követően, mielőtt Richarlison egy szöglet után kiegyenlített. A 40. percben Marcus Rashford is betalált, így a manchesteriek a félidőt előnyben zárták. Mindössze ötven másodperccel a második félidő kezdete után kiegyenlített a Spurs, Rodrigo Bentancur góljával.
Február első találkozóját a hónap első napján játszotta a csapat, a Wolverhampton Wanderers ellen. Huszonkét percen belül már két gólos előnyben volt a csapat, Rashford és Højlund találatai után, az előző bajnokihoz hasonlóan. A United a félidő fennmaradó részét is a Wolverhampton kapuja előtt töltötte. A 45. perc után két lesgólt is lőtt a United, ismét Højlund, majd Casemiro helyezte a labdát érvénytelenül a hálóba. A második játékidő közepén büntető kapott a Wolves, miután Casemiro felrúgta a csapat egyik támadóját. Pablo Sarabia értékesítette a tizenegyest. Mindössze három perccel később viszont Scott McTominay fejjel betalált, visszaállítva a két gólos előnyt. A 85. percben ismét szépített a Wolves, Max Kilman találatával, majd tíz perccel később ki is egyenlítettek. Kobbie Mainoo a 97. percben megnyerte a találkozót csapatának, a távoli sarokba lőve a labdát. A gól, amihez Omari Forson adta a gólpasszt, mindössze a második győztes találat volt a Premier League történetében (Wayne Rooney és Cristiano Ronaldo után), amit két tinédzser hozott össze egy csapatnak. A találkozón kapott három góllal a United mindössze a második angol csapat lett a szezonban, akik ötven gólt kaptak összes kiírásban, a Sheffield United után.
Három nappal később a West Ham ellen játszott a manchesteri csapat. Rasmus Højlund sorozatban negyedik bajnokiján is gólt szerzett, a legfiatalabb United-játékosként a csapat történetében. Négy perccel a második félidő kezdete után Alejandro Garnacho is betalált, megduplázva a Vörös Ördögök előnyét. Az argentin jobbszélső a nyolcvannegyedik percben ismét betalált Scott McTominay indítása után, bebiztosítva a győzelmet a manchesterieknek. Ezzel december óta először a legjobb hat csapat közé került a United.
Február 11-én a United az ötödik helyezett Aston Villa ellen mérkőzött meg. Egy győzelemmel öt pontra került volna a csapat a valószínűleg UEFA-bajnokok ligája-szereplést garantáló első öt helytől. A 17. percben előnybe került a United Højlund találatával, miután Harry Maguire a csatár elé fejelte a labdát egy szögletet követően. A kapott gól után a Villa egyre jobban kezdett játszani, több nagy lehetősége is volt a birminghami csapatnak. A második félidő is hasonlóan kezdődött, André Onanának több fontos védése is volt. A manchesteriek nem tudtak ellenállni a nagy nyomásnak, a 67. percben Douglas Luiz találatával kiegyenlített a Villa. A 86. percben Diogo Dalot beadása után Scott McTominay a kapuba fejelte a labdát, megnyerve a mérkőzést a csapatnak. Ez volt az első találkozó Erik ten Hag edzősége alatt, hogy a United nyerni tudott idegenben egy olyan csapat ellen, ami a bajnokság első kilenc helyének egyikét foglalta el.
A Luton Town elleni idegenbeli találkozón a Unitednek mindössze 37 másodperc kellett az előny megszerzéséhez, miután egy védelmi hibát követően Højlund a legfiatalabb játékos lett a Premier League történetében, aki sorozatban hat mérkőzésen betalált a bajnokságban. Hat perccel később a dán csatár másodjára is betalál, a mellkasával a kapuba helyezve a labdát, Alejandro Garnacho kapura lövése után. A 14. percben Carlton Morris góljával szépítette a Luton. A második félidőben a United több nagy helyzetet is kihagyott, így a végeredmény 2–1 lett.
2024. február 24-én a United a Fulham ellen lépett pályára, hazai pályán. A mérkőzés előtti edzésen megsérült Rasmus Højlund, helyén a 19 éves Omari Forson kezdett. A United rosszul játszott, a 65. percben a Fulham került előnybe, Calvin Bassey góljával, egy szöglet után. A United a 89. percben Harry Maguire góljával kiegyenlítette a mérkőzést. A 97-ben végül a Fulham megnyerte a találkozót, Alex Iwobi találatával. A cserepadon először kapott helyet a 20 éves Toby Collyer.
A szezon második manchesteri derbijére március 3-án került sor. A nyolcadik percben előnybe került a United, Marcus Rashford tizenhatoson kívüli találatával. A City az 56. percben egyenlített ki, Phil Foden góljával, majd a 80. percben ismét az ő találatával nyerte meg a mérkőzést. A 91. percben még Erling Haaland is betalált, így a végeredmény 3–1 lett. Március 9-én visszatért az Old Traffordra a United, az Everton ellen már a 10. percben büntetőt rúghatott a csapat egy Alejandro Garnacho elleni szabálytalanság után. Bruno Fernandes a 12. percben értékesítette. Marcus Rashford is értékesített egy büntetőt, a 36. percben, ismét egy Garnacho elleni szabálysértést követően. Az első bajnokiját a márciusi válogatott szünet után a United a Brentford ellen játszotta. Nagyon rosszul játszott a csapat, ellenfelük több gólt is lőhetett volna a mérkőzésen. Ennek ellenére a 96. percben Mason Mount első United-góljával a manchesteriek kerültek előnybe. De ez nem volt elég a győzelemhez, a 99. percben kiegyenlített Kristoffer Ajer, beállítva a végeredményt.
Április
2024 áprilisát a Chelsea csapata ellen kezdte a United, idegenben. A londoniak már négy perc elteltével előnybe került Conor Gallagher góljával, majd a 19. percben Cole Palmer büntetőjével megduplázták azt. A félidőre viszont már 2–2-es eredménnyel vonultak az öltözőbe a csapatok, miután Alejandro Garnacho kihasználta Moisés Caicedo hibáját és öt perccel később Bruno Fernandes fejjel a kapuba talált. A 67. percben került végül előnybe a United, Antony külsővel beadott labdája után talált be ismét Garnacho. A 100. percben kiegyenlített a Chelsea, ismét Palmer büntetőjével, Dalot szabálytalansága után, majd egy perccel később az angol támadó meg is nyerte a londoniaknak a találkozót. A United így sorozatban másodjára veszített pontokat egy mérkőzésen a hosszabbításban. A találkozó után Ten Hag azt nyilatkozta, hogy a csapat jól játszott és, hogy mint edző „Nem tudok mit tenni.”
Következő bajnokiját a Liverpool ellen játszotta a United, mindössze három nappal később. A Liverpool a 23. percben előnybe került, Luis Díaz góljával. A Liverpool dominálta az első félidőt, a United kapura se lőtt. Viszont öt perccel a második félidő kezdete után Bruno Fernandes majdnem fél pályáról Caoimhín Kelleher kapujába helyezte a labdát és a Unitednek ezt követően több nagyobb helyzete is volt. A 67. percben már előnyben voltak a vörösök, miután Kobbie Mainoo a jobb felső sarokba csavarta a labdát a tizenhatos széléről. A 82. percben büntető kapott a Liverpool, miután Aaron Wan-Bissaka felrúgta Harvey Elliottot. Mohamed Szaláh értékesítette a tizenegyest, beállítva a 2–2-es végeredményt. Ezzel az eredménnyel a United veretlenül zárta a szezont riválisa ellen, két döntetlennel és egy győzelemmel.
Április 13-án a jó formában lévő Bournemouth ellen mérkőzött meg a United és hamar gólt is kaptak, a déli csapat bajnoki gólrekordját megdöntő Dominic Solanke találatának köszönhetően. A 31. percben Bruno Fernandes egy védelmi hibát követően kiegyenlített, de öt perccel később Justin Kluivert ismét előnybe helyezte a Bournemouth-t. Végül a 65. percben Fernandes állította be a 2–2-es végeredményt egy büntető értékesítésével. A hosszabbításban még majdnem büntetőt kapott a Bournemouth, de a videóbíró megváltoztatta a játékvezető döntését.
Következő mérkőzésén március 9. óta először nyert a bajnokságban a United, mikor április 25-én az utolsó helyezett Sheffield United ellen mérkőztek meg. A kiesés küszöbén álló csapat kétszer is előnybe került az Old Traffordon, először Ben Brereton, majd Jayden Bogle találataival. A United mindkétszer tudott egyenlíteni, először Harry Maguire, majd Bruno Fernandes szerzett gólt, az utóbbi büntetőből. Kilenc perccel a mérkőzés vége előtt Fernandes a találkozón először előnybe helyezte a Unitedet, majd négy perccel később gólpasszt adott Rasmus Højlund góljához, ami beállította a 4–2-es végeredményt. Fernandes ezzel a United utolsó öt mérkőzésén hét gólt és két gólpasszt szerzett.
A 19. helyezett Burnley ellen a United ismét képtelen volt nyerni, annak ellenére, hogy a csapatnak voltak nagyobb helyzetei és a 79. percben egy védelmi hiba után Antony előnybe helyezte a Vörös Ördögöket, első Premier League-góljával a szezonban. A Burnley egyenlítő találata előtt Casemiro hibázott, kapusa felé fejelve a labdát, aki letarolta a Burnley egyik támadóját, hogy megszerezze a labdát, így a vendég csapat büntetőt kapott. A tizenegyest Zeki Amdouni értékesítette.
Május
Májust a United a jó formában lévő Crystal Palace ellen nyitotta és 4–0-ra kikapott a londoni csapattól, lecsúszva a nyolcadik helyre és kiesve az európai kvalifikációs pozíciókból. Michael Olise duplája, Jean-Philippe Mateta és Tyrick Mitchell góljai bebiztosították a Palace történetének első bajnoki dupláját a United ellen. Ugyan a Vörös Ördögök kétszer is gólt szereztek, mindkétszer értéktelenítették a találatot, először szabálytalanság, majd les miatt. A United védelme nagyon gyenge volt, Jonny Evans és Casemiro már a tizennegyedik párosítás volt a hátvédsor közepén a bajnokságban. Ezzel a vereséggel a United a Premier League története során először tizenharmadjára is kikapott egy szezonban.
Következő találkozóján a United a bajnoki esélyes Arsenalt fogadta és ismét kikapott. Erik ten Hag megváltoztatta középpályája felépítését, ami segített a Palace elleni vereség után, de így se tudta hiba nélkül lehozni a mérkőzést a United, Leandro Trossard a 20. percben betalált és ezzel meg is nyerte csapatának a mérkőzést. A United az utolsó előtti bajnokiján a Newcastle United ellen játszott, amely találkozón egy győzelemmel utolérte a hatodik helyezett északi csapatot a bajnokságban. A Vörös Ördögök hamar előnybe kerültek, miután Amad passzát követően a Newcastle védelme túl sok időt adott Kobbie Mainoo-nak a tizenhatoson belül. Ugyan a Newcastle a második félidő elején kiegyenlített, gólpassza után Amad be is talált. A csereként a 82. percben beálló Rasmus Højlund is betalált, mielőtt Lewis Hall beállította volna a 3–2-es végeredményt. Ezzel a United elkerülte, hogy a Newcastle a Premier League történetében először kétszer is megverje a csapatot egy szezonban.
A szezont a csapat a Brighton & Hove Albion ellen zárta, idegenben. A mérkőzés első félideje, amin a Newcastle United eredményétől függően dőlt el, hogy a United bejut-e az UEFA Konferencia Ligába a 2024–2025-ös szezonra a bajnokságon keresztül, eseménytelen volt. A 73. percben a Vörös Ördögök mégis betaláltak, Diogo Dalot góljával, mielőtt Højlund megduplázta volna az előnyt, beállítva a 2–0-ás végeredményt. Ennek ellenére a Newcastle győzelme következtében a United a nyolcadik helyen zárta a szezont, így a bajnokságon keresztül nem jutott európai kupasorozatba. A csapat még játszhat Európa-ligában, ha megnyeri az FA-Kupát.

### Mérkőzések
Minden időpont helyi idő szerint.
| 2023. augusztus 14. 20:00 |

| Manchester United | 1–0               | Wolverhampton Wanderers |
| ----------------- | ----------------- | ----------------------- |
| Varane 76'        | (0–0) Jegyzőkönyv |                         |

| Old Trafford, Manchester Nézőszám: 73 358 Játékvezető: Simon Hooper Asszisztensek: 0 Simon Long Adrian Holmes |

| 2023. augusztus 19. 17:30 |

| Tottenham Hotspur             | 2–0               | Manchester United |
| ----------------------------- | ----------------- | ----------------- |
| Sarr 49' Martínez 83' (öngól) | (0-0) Jegyzőkönyv |                   |

| Tottenham Hotspur Stadion, London Nézőszám: 61 910 Játékvezető: Michael Oliver Asszisztensek: 0 Stuart Burt Dan Cook |

| 2023. augusztus 26. 15:00 |

| Manchester United                                 | 3–2               | Nottingham Forest              |
| ------------------------------------------------- | ----------------- | ------------------------------ |
| Eriksen 17' Casemiro 52' Fernandes 76' (11-esből) | (1–2) Jegyzőkönyv | Awoniyi 2' Boly 4' Worrall 67′ |

| Old Trafford, Manchester Nézőszám: 73 595 Játékvezető: Stuart Attwell Asszisztensek: 0 Constantine Hatzidakis Harry Lennard |

| 2023. szeptember 3. 16:30 |

| Arsenal                             | 3–1               | Manchester United |
| ----------------------------------- | ----------------- | ----------------- |
| Ødegaard 28' Rice 90+6' Rice 90+11' | (1–1) Jegyzőkönyv | Rashford 27'      |

| Emirates Stadion, London Nézőszám: 60 192 Játékvezető: Anthony Taylor Asszisztensek: 0 Gary Beswick Lee Betts |

| 2023. szeptember 16. 15:00 |

| Manchester United | 1–3               | Brighton & Hove Albion         |
| ----------------- | ----------------- | ------------------------------ |
| Hannibal 73'      | (0–1) Jegyzőkönyv | Welbeck 20' Groß 53' Pedro 71' |

| Old Trafford, Manchester Nézőszám: 73 592 Játékvezető: Jarred Gillett Asszisztensek: 0 Neil Davies Darren Cann |

| 2023. szeptember 23. 21:00 |

| Burnley | 0–1         | Manchester United |
| ------- | ----------- | ----------------- |
|         | Jegyzőkönyv | Fernandes 45'     |

| Turf Moor, Burnley Nézőszám: 21 593 Játékvezető: Tony Harrington Asszisztensek: 0 Richard West Tim Wood |

| 2023. szeptember 30. 15:00 |

| Manchester United | 0–1         | Crystal Palace |
| ----------------- | ----------- | -------------- |
|                   | Jegyzőkönyv | Andersen 25'   |

| Old Trafford, Manchester Nézőszám: 73 428 Játékvezető: Chris Kavanagh Asszisztensek: 0 Harry Lennard Matthew Wilkes |

| 2023. október 7. 15:00 |

| Manchester United     | 2–1               | Brentford  |
| --------------------- | ----------------- | ---------- |
| McTominay 90+3' 90+7' | (0–1) Jegyzőkönyv | Jensen 26' |

| Old Trafford, Manchester Nézőszám: 73 453 Játékvezető: Andy Madley Asszisztensek: 0 Harry Lennard Nick Hopton |

| 2023. október 21. 20:00 |

| Sheffield United        | 1–2               | Manchester United       |
| ----------------------- | ----------------- | ----------------------- |
| McBurnie 34' (11-esből) | (1–1) Jegyzőkönyv | McTominay 28' Dalot 77' |

| Bramall Lane, Sheffield Nézőszám: 31 543 Játékvezető: Michael Oliver Asszisztensek: 0 Lee Betts Dan Cook |

| 2023. október 29. 15:30 |

| Manchester United | 0–3               | Manchester City                      |
| ----------------- | ----------------- | ------------------------------------ |
|                   | (0–1) Jegyzőkönyv | Haaland 26' (11-esből) 49' Foden 80' |

| Old Trafford, Manchester Nézőszám: 73 502 Játékvezető: Paul Tierney Asszisztensek: 0 Neil Davies Scott Ledge |

| 2023. november 4. 12:30 |

| Fulham | 0–1               | Manchester United |
| ------ | ----------------- | ----------------- |
|        | (0–0) Jegyzőkönyv | Fernandes 90+1'   |

| Craven Cottage, London Nézőszám: 24 415 Játékvezető: John Brooks Asszisztensek: 0 Lee Betts Matthew Wilkes |

| 2023. november 11. 15:00 |

| Manchester United | 1–0               | Luton Town |
| ----------------- | ----------------- | ---------- |
| Lindelöf 59'      | (0–0) Jegyzőkönyv |            |

| Old Trafford, Manchester Nézőszám: 73 599 Játékvezető: Graham Scott Asszisztensek: 0 Neil Davies Eddie Smart |

| 2023. november 26. 16:30 |

| Everton | 0–3               | Manchester United                               |
| ------- | ----------------- | ----------------------------------------------- |
|         | (0–1) Jegyzőkönyv | Garnacho 3' Rashford 56' (11-esből) Martial 75' |

| Goodison Park, Liverpool Nézőszám: 39 257 Játékvezető: John Brooks Asszisztensek: 0 Lee Betts Darren Cann |

| 2023. december 2. 20:00 |

| Newcastle United | 1–0               | Manchester United |
| ---------------- | ----------------- | ----------------- |
| Gordon 55'       | (0–0) Jegyzőkönyv |                   |

| St James’ Park, Newcastle upon Tyne Nézőszám: 52 214 Játékvezető: Robert Jones Asszisztensek: 0 Lee Betts Timothy Wood |

| 2023. december 6. 20:15 |

| Manchester United | 2–1               | Chelsea    |
| ----------------- | ----------------- | ---------- |
| McTominay 19' 69' | (1–1) Jegyzőkönyv | Palmer 45' |

| Old Trafford, Manchester Nézőszám: 73 607 Játékvezető: Chris Kavanagh Asszisztensek: 0 Simon Bennett Dan Robathan |

| 2023. december 9. 15:00 |

| Manchester United | 0–3               | Bournemouth                       |
| ----------------- | ----------------- | --------------------------------- |
|                   | (0–1) Jegyzőkönyv | Solanke 5' Billing 68' Senesi 73' |

| Old Trafford, Manchester Nézőszám: 73 427 Játékvezető: Peter Bankes Asszisztensek: 0 Eddie Smart Nick Greenhalgh |

| 2023. december 17. 16:30 |

| Liverpool | 0–0         | Manchester United |
| --------- | ----------- | ----------------- |
|           | Jegyzőkönyv | Dalot 90+4′       |

| Anfield, Liverpool Nézőszám: 57 158 Játékvezető: Michael Oliver Asszisztensek: 0 Stuart Burt Dan Cook |

| 2023. december 23. 12:30 |

| West Ham United     | 2–0               | Manchester United |
| ------------------- | ----------------- | ----------------- |
| Bowen 72' Kudus 78' | (0–0) Jegyzőkönyv |                   |

| London Stadion, London Nézőszám: 64 472 Játékvezető: Simon Hooper Asszisztensek: 0 Adrian Holmes Simon Long |

| 2023. december 26. 20:00 |

| Manchester United            | 3–2               | Aston Villa               |
| ---------------------------- | ----------------- | ------------------------- |
| Garnacho 59' 71' Højlund 82' | (0–2) Jegyzőkönyv | McGinn 22' Dendoncker 26' |

| Old Trafford, Manchester Nézőszám: 73 574 Játékvezető: Craig Pawson Asszisztensek: 0 Richard West Steve Meredith |

| 2023. december 30. 17:30 |

| Nottingham Forest             | 2–1               | Manchester United |
| ----------------------------- | ----------------- | ----------------- |
| Domínguez 64' Gibbs-White 82' | (0–0) Jegyzőkönyv | Rashford 78'      |

| Városi Stadion, Nottingham Nézőszám: 29 529 Játékvezető: Andy Madley Asszisztensek: 0 Harry Lennard Nick Hopton |

| 2024. január 14. 16:30 |

| Manchester United       | 2–2               | Tottenham Hotspur             |
| ----------------------- | ----------------- | ----------------------------- |
| Højlund 3' Rashford 40' | (2–1) Jegyzőkönyv | Richarlison 19' Bentancur 45' |

| Old Trafford, Manchester Nézőszám: 73 489 Játékvezető: John Brooks Asszisztensek: 0 Eddie Smart Nick Greenhalgh |

| 2024. február 1. 20:15 |

| Wolverhampton Wanderers           | 3–4               | Manchester United                                  |
| --------------------------------- | ----------------- | -------------------------------------------------- |
| Sarabia 71' Kilman 85' Neto 90+5' | (0–2) Jegyzőkönyv | Rashford 5' Højlund 22' McTominay 75' Mainoo 90+7' |

| Molineux Stadion, Wolverhampton Nézőszám: 31 641 Játékvezető: Jarred Gillett Asszisztensek: 0 Darren Cann Derek Eaton |

| 2024. február 4. 15:00 |

| Manchester United            | 3–0               | West Ham United |
| ---------------------------- | ----------------- | --------------- |
| Højlund 23' Garnacho 49' 84' | (1–0) Jegyzőkönyv |                 |

| Old Trafford, Manchester Nézőszám: 73 612 Játékvezető: Andy Madley Asszisztensek: 0 Richard West Nick Hopton |

| 2024. február 11. 17:30 |

| Aston Villa | 1–2               | Manchester United         |
| ----------- | ----------------- | ------------------------- |
| Luiz 67'    | (0–1) Jegyzőkönyv | Højlund 17' McTominay 86' |

| Villa Park, Birmingham Nézőszám: 42 185 Játékvezető: Rob Jones Asszisztensek: 0 Ian Hussin Richard West |

| 2024. február 18. 16:30 |

| Luton Town | 1–2         | Manchester United |
| ---------- | ----------- | ----------------- |
| Morris 14' | Jegyzőkönyv | Højlund 1' 7'     |

| Kenilworth Road, Luton Nézőszám: 11 483 Játékvezető: David Coote Asszisztensek: 0 Simon Bennett Tim Wood |

| 2024. február 24. 15:00 |

| Manchester United | 1–2               | Fulham                 |
| ----------------- | ----------------- | ---------------------- |
| Maguire 89'       | (0–0) Jegyzőkönyv | Bassey 65' Iwobi 90+7' |

| Old Trafford, Manchester Nézőszám: 73 487 Játékvezető: Michael Oliver Asszisztensek: 0 Stuart Burt Dan Cook |

| 2024. március 3. 15:30 |

| Manchester City             | 3–1               | Manchester United |
| --------------------------- | ----------------- | ----------------- |
| Foden 56' 80' Haaland 90+1' | (0–1) Jegyzőkönyv | Rashford 8'       |

| Etihad Stadion, Manchester Nézőszám: 55 097 Játékvezető: Andy Madley Asszisztensek: 0 Ian Hussin Nick Hopton |

| 2024. március 9. 12:30 |

| Manchester United                                | 2–0         | Everton |
| ------------------------------------------------ | ----------- | ------- |
| Fernandes 12' (11-esből) Rashford 36' (11-esből) | Jegyzőkönyv |         |

| Old Trafford, Manchester Nézőszám: 73 601 Játékvezető: Simon Hooper Asszisztensek: 0 Adrian Holmes Simon Long |

| 2024. március 30. 20:00 |

| Brentford  | 1–1               | Manchester United |
| ---------- | ----------------- | ----------------- |
| Ajer 90+9' | (0–0) Jegyzőkönyv | Mount 90+6'       |

| Brentfordi Közösségi Stadion, London Nézőszám: 17 138 Játékvezető: Simon Hooper Asszisztensek: 0 Adrian Holmes Simon Long |

| 2024. április 4. 20:15 |

| Chelsea                                                     | 4–3               | Manchester United              |
| ----------------------------------------------------------- | ----------------- | ------------------------------ |
| Gallagher 4' Palmer 19' (11-esből) 90+10' (11-esből) 90+11' | (2–2) Jegyzőkönyv | Garnacho 34' 67' Fernandes 39' |

| Stamford Bridge, London Nézőszám: 39 694 Játékvezető: Jarred Gillett Asszisztensek: 0 Darren Cann Neil Davies |

| 2024. április 7. 15:30 |

| Manchester United        | 2–2               | Liverpool                      |
| ------------------------ | ----------------- | ------------------------------ |
| Fernandes 50' Mainoo 67' | (0–1) Jegyzőkönyv | Díaz 23' Szaláh 84' (11-esből) |

| Old Trafford, Manchester Nézőszám: 73 522 Játékvezető: Anthony Taylor Asszisztensek: 0 Gary Beswick Adam Nunn |

| 2024. április 13. 17:30 |

| Bournemouth              | 2–2               | Manchester United            |
| ------------------------ | ----------------- | ---------------------------- |
| Solanke 16' Kluivert 36' | (2–1) Jegyzőkönyv | Fernandes 31' 65' (11-esből) |

| Vitality Stadion, Bournemouth Nézőszám: 11 229 Játékvezető: Tony Harrington Asszisztensek: 0 Matthew Wilkes Derek Eaton |

| 2024. április 24. 15:00 |

| Manchester United                                    | 4–2               | Sheffield United       |
| ---------------------------------------------------- | ----------------- | ---------------------- |
| Maguire 42' Fernandes 61' (11-esből) 81' Højlund 85' | (1–1) Jegyzőkönyv | Bogle 35' Brereton 50' |

| Old Trafford, Manchester Nézőszám: 73 549 Játékvezető: Michael Salisbury Asszisztensek: 0 Eddie Smart Derek Eaton |

| 2024. április 27. 15:00 |

| Manchester United | 1–1               | Burnley                |
| ----------------- | ----------------- | ---------------------- |
| Antony 79'        | (0–0) Jegyzőkönyv | Amdouni 87' (11-esből) |

| Old Trafford, Manchester Nézőszám: 73 571 Játékvezető: John Brooks Asszisztensek: 0 Lee Betts Akil Howson |

| 2024. május 6. 20:00 |

| Crystal Palace                        | 4–0               | Manchester United |
| ------------------------------------- | ----------------- | ----------------- |
| Olise 12' 66' Mateta 40' Mitchell 58' | (2–0) Jegyzőkönyv |                   |

| Selhurst Park, London Nézőszám: 25 190 Játékvezető: Jarred Gillett Asszisztensek: 0 Lee Betts Neil Davies |

| 2024. május 12. 16:30 |

| Manchester United | 0–1         | Arsenal      |
| ----------------- | ----------- | ------------ |
|                   | Jegyzőkönyv | Trossard 20' |

| Old Trafford, Manchester Nézőszám: 73 600 Játékvezető: Paul Tierney Asszisztensek: 0 Scott Ledger Mat Wilkes |

| 2024. május 15. 20:00 |

| Manchester United               | 3–2               | Newcastle United              |
| ------------------------------- | ----------------- | ----------------------------- |
| Mainoo 31' Amad 57' Højlund 84' | (1–0) Jegyzőkönyv | Anthony Gordon 49' Hall 90+2' |

| Old Trafford, Manchester Nézőszám: Játékvezető: Rob Jones Asszisztensek: 0 Ian Hussin Lee Betts |

| 2024. május 19. 16:00 |

| Brighton & Hove Albion | 0–2               | Manchester United     |
| ---------------------- | ----------------- | --------------------- |
|                        | (0–0) Jegyzőkönyv | Dalot 73' Højlund 88' |

| AmEx Stadion, Brighton Nézőszám: 31 662 Játékvezető: Craig Pawson Asszisztensek: 0 Marc Perry Steve Meredith |

1. ↑  A helyezés közvetlenül a mérkőzés után rögzítve
2. ↑  Eredetileg 2024. március 16-ra időzítve.
3. ↑  Eredetileg 2024. április 20-ra időzítve.

### Bajnoki tabella
| Hely. | Csapat            | M  | Gy | D  | V  | G+ | G– | Gk  | P  | Továbbjutás vagy kiesés     |
| ----- | ----------------- | -- | -- | -- | -- | -- | -- | --- | -- | --------------------------- |
| 6.    | Chelsea           | 38 | 18 | 9  | 11 | 77 | 63 | +14 | 63 | Konferencia Liga, rájátszás |
| 7.    | Newcastle United  | 38 | 18 | 6  | 14 | 85 | 62 | +23 | 60 |                             |
| 8.    | Manchester United | 38 | 18 | 6  | 14 | 57 | 58 | −1  | 60 | Európa-liga-csoportkör      |
| 9.    | West Ham United   | 38 | 14 | 10 | 14 | 60 | 74 | −14 | 52 |                             |
| 10.   | Crystal Palace    | 38 | 13 | 10 | 15 | 57 | 58 | −1  | 49 |                             |

## UEFA-bajnokok ligája

### Csoportkör
Mivel a csapat a 2022–2023-as Premier League szezonban a harmadik helyen végzett, bejutott a 2023–2024-es UEFA-bajnokok ligájába, egy szezon kihagyás után visszatérve. A csoportkör sorsolására 2023. augusztus 31-én került sor, ahol a United a 2. kalapba került a 2022–2023-as La Liga-ezüstérmes Real Madriddal, a 2022–2023-as UEFA-bajnokok ligája-ezüstérmes Inter Milannal, a 2022–2023-as Bundesliga-ezüstérmes Borussia Dortmunddal, a 2022–2023-as La Liga-bronzérmes Atlético Madriddal, a 2022–2023-as Bundesliga-bronzérmes RB Leipzigel, a 2022–2023-as Primeira Liga-ezüstérmes Portóval és a 2022–2023-as Premier League-ezüstérmes Arsenallal.
A csoportkörre nevezett A-keretét a United 2023. szeptember 5-én jelentette be, amihez minden mérkőzés előtt adhatott a csapat egy B-listát, amin saját nevelésű, utánpótlás játékosok szerepelhetnek. A nevezett kapusok az újonnan szerződtetett Altay Bayındır és André Onana, illetve Tom Heaton. A középhátvédek Victor Lindelöf, Lisandro Martínez, Raphaël Varane, Jonny Evans és Harry Maguire, míg a szélső védők Diogo Dalot, Tyrell Malacia, Sergio Reguilón, Luke Shaw, és Aaron Wan-Bissaka voltak. A középpályára nevezettek között szerepelt Szofjan Amrabat, Casemiro, Christian Eriksen, Bruno Fernandes, Scott McTominay és Mason Mount, a támadók pedig Facundo Pellistri, Anthony Martial, Marcus Rashford, Rasmus Højlund és a csapattól hivatalos közlemények szerint távolmaradó Antony, illetve Jadon Sancho voltak. A felnőtt keret tagjai közül nem szerepelt a listán Donny van de Beek.
A United a német bajnok FC Bayern München, a dán bajnok FC København és a török bajnok Galatasaray SK csapataival játszik. Az első mérkőzés az Allianz Arenában került megrendezésre, a Bayern München ellen. A United jól kezdte a találkozót, de ennek ellenére a 28. percben hátrányba került a csapat, André Onana hibája miatt, Leroy Sané kapura lövése után. Négy perccel később Serge Gnabry megduplázta az előnyt, a Bayern 2–0-ra vezetett a félidőben. A 49. percben Rasmus Højlund szépíteni tudott első United-góljával, mielőtt percekkel később a Bayern büntetőt kapott, amit Harry Kane értékesített. A 88. percben a United betalált, ezúttal Casemiro révén, de a 92. percben végleg eldőlt a találkozó, Mathys Tel góljával. Casemiro ismét szépített a 95. percben, de a végeredmény 4–3 lett.
A második csoportmérkőzést a Galatasaray ellen játszott a United, 2023. október 3-án, hazai pályán. A manchesteri csapat a 17. percben megszerezte a vezetést, Rasmus Højlund második UEFA-bajnokok ligája góljával, Marcus Rashford gólpassza után. Az egyenlítő gólt nem sokkal később meg is szerezték a törökök, a United-nevelés Wilfried Zaha találatával. Højlund az 59. percben majdnem megszerezte második gólját a találkozón, de a csatár lesen volt. Nyolc perccel később viszont már szabályosan talált be, egy félpálya hosszú sprint után a kapuba helyezte a labdát. A 71. percben ismét kiegyenlített a Galatasaray, ezúttal Kerem Aktürkoğlu góljával. A 76. percben Casemiro szabálytalansága után, amiért megkapta második sárga lapját, azt követően, hogy André Onana eladta a labdát, büntetőt kapott a Galatasaray, amit Mauro Icardi kihagyott. Az argentín csatár a 81. percben ismét lehetőséget kapott a gólszerzésre, ezúttal nem hibázott. A végeredmény 3–2 lett, a csapat történetében először a United elveszítette első hazai mérkőzését az UEFA-bajnokok ligájában és két vereséggel nyitotta a szezont a sorozatban.
Október 24-én a United az Old Traffordon fogadta az FC København csapatát. A mérkőzés előtt a klub megemlékezett az előző hétvégén elhunyt Sir Bobby Charltonról. A vendég csapatnak az első tíz percben több nagy lehetősége is volt. Ugyan a Unitednek voltak lehetőségei, nem tudták kihasználni a 72. percig egyiket se, mikor Harry Maguire a kapuba fejelte Christian Eriksen beadását. A bíró szerint a 95. percben Scott McTominay túl magasra emelte lábát a tizenhatoson belül és a København büntetőt kapott. Jordan Larsson tizenegyesét André Onana kivédte, ezzel megmentve csapata reményeit az UEFA-bajnokok ligájában.
A november 8-i koppenhágai mérkőzésen Rasmus Højlund megszerezte szezonja második dupláját, a harmadik és a 28. percben betalálva. Ennek ellenére a United nem tudta megtartani az előnyét az első félidő végére, Marcus Rashfordot a 42. percben kiállították, majd az azt követő tíz percben a dánok kétszer is betaláltak Mohamed Elyounoussi és Diogo Gonçalves révén. Az utóbbi gól büntető volt. A 68. percen a United is büntetőt kapott, mikor a København egyik védője kézzel ért a labdába a tizenhatoson belül, amit Bruno Fernandes értékesített egy perccel később. A 83. percben a dánok ismét kiegyenlítettek Lukas Lerager góljával, majd a 87. percben meg is nyerték a mérkőzést Rúní Bardgdzsí találatával. Ezzel a United nagyon nehéz helyzetbe került a továbbjutás szempontjából.
November 29-én Törökországba utazott a United. Már a 11. percben vezetést szereztek, Alejandro Garnacho góljával, Bruno Fernandes gólpassza után. Hét perccel később a portugál középpályás megduplázta az előnyt, a tizenhatoson kívülről a közeli sarokba lőve a labdát. Hakím Zíjes szépíteni a 29. percben tudott, szabadrúgásból. A második félidőt is egy korai góllal kezdték, Scott McTominay az 55. percben betalált, Aaron Wan-Bissaka passza után. Ismét a marokkói szélső szépített a törökök oldaláról, a 62. percben pontosan ugyanúgy Onana hibáját kihasználva egy szabadrúgásból, mint az első góljánál. Végül Kerem Aktürkoğlu egyenlített, így a United továbbjutási reményei tovább csökkentek.
December 12-én, az utolsó csoportmérkőzésen a United az FC Bayern München ellen játszott és csak úgy juthatott volna tovább, ha megveri az előző hétvégén 5–1-re kikapó németeket és a másik találkozó a csoportban döntetlen lett volna. Az első félidőben mindkét csapatnak volt több lehetősége is, a United jól védekezett. Nagyjából tíz perccel a félidő vége előtt izomsérülést szenvedett a kiemelkedő formában lévő Harry Maguire, helyére Jonny Evans érkezett. A félidőben a csoport mindkét mérkőzésének eredménye 0–0 volt és a november végén sérülésből visszatérő Luke Shaw is elhagyta a pályát, középhátvéd társához hasonló probléma miatt. A 70. percben végül előnybe került a német csapat, Kingsley Coman találatával. A manchesteriek vereségével egyidőben a FC København diadalmaskodott hazai pályán a Galatasaray ellen, így a United utolsó helyen kiesett az UEFA-bajnokok ligája csoportköréből, mindössze egyszer nyerve a szezonban.
| 2023. szeptember 20. 21:00 |

| Bayern München                                    | 4–3               | Manchester United              |
| ------------------------------------------------- | ----------------- | ------------------------------ |
| Sané 28' Gnabry 32' Kane 53' (11-esből) Tel 90+2' | (2–0) Jegyzőkönyv | Højlund 49' Casemiro 88' 90+5' |

| Allianz Arena, München, Németország Nézőszám: 75 000 Játékvezető: Glenn Nyberg (svéd) Asszisztensek: 0 Mahbod Beigi Andreas Söderqvist |

| 2023. október 3. 20:00 |

| Manchester United            | 2–3               | Galatasaray                        |
| ---------------------------- | ----------------- | ---------------------------------- |
| Højlund 17' 67' Casemiro 77′ | (1–1) Jegyzőkönyv | Zaha 23' Aktürkoğlu 71' Icardi 81' |

| Old Trafford, Manchester, Anglia Nézőszám: 73 204 Játékvezető: Ivan Kružliak (szlovák) Asszisztensek: 0 Branislav Hancko Jan Pozor |

| 2023. október 24. 20:00 |

| Manchester United | 1–0               | FC København |
| ----------------- | ----------------- | ------------ |
| Maguire 72'       | (0–0) Jegyzőkönyv |              |

| Old Trafford, Manchester, Anglia Nézőszám: 73 249 Játékvezető: Marco Guida (olasz) Asszisztensek: 0 Ciro Carbone Giorgio Peretti |

| 2023. november 8. 21:00 |

| FC København                                              | 4–3               | Manchester United                                    |
| --------------------------------------------------------- | ----------------- | ---------------------------------------------------- |
| Elyounoussi 45' Gonçalves 45+9' Lerager 83' Bardgdzsí 87' | (2–2) Jegyzőkönyv | Højlund 3' 28' Fernandes 69' (11-esből) Rashford 42′ |

| Parken Stadion, Koppenhága, Dánia Nézőszám: 36 099 Játékvezető: Donatas Rumšas (litván) Asszisztensek: 0 Aleksandr Radius Dovydas Sužiedėlis |

| 2023. november 29. 19:45 |

| Galatasaray                  | 3–3               | Manchester United                        |
| ---------------------------- | ----------------- | ---------------------------------------- |
| Zíjes 29' 62' Aktürkoğlu 71' | (1–2) Jegyzőkönyv | Garnacho 11' Fernandes 18' McTominay 55' |

| Rams Park, Isztambul, Törökország Nézőszám: 51 733 Játékvezető: José María Sánchez (spanyol) Asszisztensek: 0 Raúl Cabañero Iñigo Prieto |

| 2023. december 12. 20:00 |

| Manchester United | 0–1               | Bayern München |
| ----------------- | ----------------- | -------------- |
|                   | (0–0) Jegyzőkönyv | Coman 70'      |

| Old Trafford, Manchester, Anglia Nézőszám: 73 073 Játékvezető: Espen Eskås (norvég) Asszisztensek: 0 Jan Erik Engan Isaak Elias Bashevkin |

#### A csoport
| Hely. | Csapat            | M | Gy | D | V | G+ | G– | Gk | P  | Továbbjutás                                       |  | BAY | CPH | GAL | MUN |
| ----- | ----------------- | - | -- | - | - | -- | -- | -- | -- | ------------------------------------------------- |  | --- | --- | --- | --- |
| 1.    | Bayern München    | 6 | 5  | 1 | 0 | 12 | 6  | +6 | 16 | Továbbjutott a nyolcaddöntőbe                     |  | —   | 0–0 | 2–1 | 4–3 |
| 2.    | København         | 6 | 2  | 2 | 2 | 8  | 8  | 0  | 8  | Továbbjutott a nyolcaddöntőbe                     |  | 1–2 | —   | 1–0 | 4–3 |
| 3.    | Galatasaray       | 6 | 1  | 2 | 3 | 10 | 13 | −3 | 5  | Átkerült az Európa-liga nyolcaddöntő rájátszásába |  | 1–3 | 2–2 | —   | 3–3 |
| 4.    | Manchester United | 6 | 1  | 1 | 4 | 12 | 15 | −3 | 4  |                                                   |  | 0–1 | 1–0 | 2–3 | —   |

## FA-Kupa
Első osztályú csapatként a United 2024 januárjában csatlakozott az FA-Kupa küzdelmeihez. Első ellenfelük, a harmadik fordulóban, a Wigan Athletic csapata volt, 2017 óta először. A United több nagy lehetőséget is kialakított az első 45 percben, Diogo Dalot távoli lövése révén szerezték meg a vezetést, a 22. percben. A 74. percig kellett várni a következő gólig, mikor Bruno Fernandes büntetőből talált be, bebiztosítva a United továbbjutását. A találkozón mutatkozott be Omari Forson. A negyedik fordulóban a United a negyedosztályú Newport County ellen játszott, január 28-án, a két csapat története során először. A United gyorsan két gólos előnybe került, Bruno Fernandes és Kobbie Mainoo találataival már a 13. percben 2–0-ra vezetett a csapat. A második félidő elejére a Newport viszont egyenlíteni tudott, mielőtt Antony és Højlund bebiztosította a győzelmet és a továbbjutást a manchesterieknek.
Február 28-án a Nottingham Forest ellen játszott a United az ötödik fordulóban, a kupában eddig csak egyszer tudtak diadalmaskodni ellenfelük ellen, 1990-ben. Ugyan mindkét csapatnak volt több, nagyobb helyzete, egészen Casemiro találatáig a 89. percben egyik se tudott gólt szerezni. A játékos fejsérülést szenvedett a találat megszerzése közben, így a mérkőzés bőven száz percen túl húzódott. Győzelmükkel rekordnak számító 48. alkalommal jutottak a negyeddöntőbe.
A negyeddöntőben a United a Liverpool ellen játszott. A tizedik percben előnybe is került a csapat, Scott McTominay góljával, de a félidő vége előtt két találattal fordított a Liverpool. A mérkőzés végéig úgy tűnt, hogy a United kiesik, de Antony a 87. percben kiegyenlített. Marcus Rashford a találkozó utolsó pillanataiban majdnem megnyerte a mérkőzést, de egy kicsivel a kapu mellé lőtte a labdát, így hosszabbításban kellett tovább küzdenie a Unitednek. A 105. percben ismét a Liverpool került előnybe, Harvey Elliott megpattant lövése után. A találkozó ezen szakaszában a United már mindössze egy középhátvéddel játszott és hét perccel később Rashford be tudott találni McTominay passza után. A 121. percben Amad góljával megnyerte a United a mérkőzést, amit követően az elefántcsontparti csatárt második sárga lapjával kiállították, amiért levette mezét. Ezzel a győzelemmel a United meghosszabbított több, mint 100 évig tartó sorozatát, hogy hazai pályán nem kapott ki a Liverpooltól az angol kupában. Ezek mellett ez a tizedik alkalom volt, hogy a United kiejtette a Liverpoolt a kupából, ami a legtöbb a kiírásban.
Az elődöntőben április 21-én a másodosztályú Coventry City ellen játszott a United a Wembley Stadionban. Ezen a mérkőzésen jelent meg együtt először Joel és Avram Glazer, illetve Jim Ratcliffe, az angol milliárdos befektetése óta. Az első félidőt két gólos előnnyel tudta zárni a United Scott McTominay és Harry Maguire góljaival. A második félidőben Bruno Fernandes is betalált. Nyolc perc alatt kettőt tudott lőni a Coventry a 70. perc után, Ellis Simms és Callum O’Hare találataival. A 94. percben büntetőt kapott a Coventry, miután a labda Aaron Wan-Bissaka kezét érintette egy beadást követően, amit a 95. percben Haji Wright értékesített, így a mérkőzés hosszabbítással folytatódott. A 121. percben úgy tűnt kiesett a United Victor Torp gólja után, de a gólt les miatt a videóbíró visszavonta. A United végül büntetőkkel továbbjutott, a 4–2-es végeredményű párbajban a Vörös Ördögök közül csak Casemiro hibázott.
A döntőben sorozatban másodjára a Manchester City ellen játszott a csapat. Több játékos is visszatért sérülésből a döntőre, de a két balhátvéd, Luke Shaw és Tyrell Malacia, illetve Harry Maguire kimaradtak. A félidőre a United már két góllal vezetett, két 19 éve játékosa, Alejandro Garnacho és Kobbie Mainoo találatai után. A 87. percben Jérémy Doku szépített, de ez nem volt elég a kékeknek, a United 2016 óta először kupagyőztes lett. Szakértők szerint a United teljesítménye „össze se volt hasonlítható” a szezon többi részével, Ten Hag két éve egyik legjobb mérkőzésének nevezve a találkozót.
Harmadik forduló
| 2024. január 8. 20:15 |

| Wigan Athletic | 0–2               | Manchester United                  |
| -------------- | ----------------- | ---------------------------------- |
|                | (0–1) Jegyzőkönyv | Dalot 22' Fernandes 74' (11-esből) |

| DW Stadion, Wigan Nézőszám: 22 870 Játékvezető: Anthony Taylor |

Negyedik forduló
| 2024. január 28. 16:30 |

| Newport County       | 2–4               | Manchester United                                |
| -------------------- | ----------------- | ------------------------------------------------ |
| Morris 36' Evans 47' | (1–2) Jegyzőkönyv | Fernandes 7' Mainoo 13' Antony 68' Højlund 90+4' |

| Rodney Parade, Newport Nézőszám: 9 086 Játékvezető: David Coote |

Ötödik forduló
| 2024. február 28. 19:45 |

| Nottingham Forest | 0–1   | Manchester United |
| ----------------- | ----- | ----------------- |
|                   | (0–0) | Casemiro 89'      |

| Városi Stadion, Nottingham Nézőszám: 28 665 Játékvezető: Chris Kavanagh |

Negyeddöntő
| 2024. március 17. 15:30 |

| Manchester United                                               | 4–3 (h. u.)                 | Liverpool                                  |
| --------------------------------------------------------------- | --------------------------- | ------------------------------------------ |
| Scott McTominay 10' Antony 87' Rashford 112' Amad 120+1' 120+2′ | (1–2, 2–2, 2–3) Jegyzőkönyv | Mac Allister 44' Szaláh 45+2' Elliott 105' |

| Old Trafford, Manchester Nézőszám: 72 291 Játékvezető: John Brooks |

Elődöntő
| 2024. április 21. 15:30 |

| Coventry City                     | 3–3 (h. u.)       | Manchester United                         |
| --------------------------------- | ----------------- | ----------------------------------------- |
| Simms 71' O’Hare 79' Wright 90+5' | (0–2) Jegyzőkönyv | McTominay 23' Maguire 45+1' Fernandes 58' |
| Büntetőpárbaj                     |                   |                                           |
| Wright Torp O’Hare Sheaf          | 2–4               | Casemiro Dalot Eriksen Fernandes Højlund  |

| Wembley Stadion, London Nézőszám: 83 672 |

Döntő
| 2024. május 25. 15:00 |

| Manchester City | 1–2   | Manchester United       |
| --------------- | ----- | ----------------------- |
| Doku 87'        | (0–2) | Garnacho 30' Mainoo 39' |

| Wembley Stadion, London Nézőszám: 84 814 Játékvezető: Andy Madley Asszisztensek: 0 Harry Lennard Nick Hopton |

## EFL Ligakupa
Tekintve, hogy a United indul európai kupasorozatban a szezonban, illetve hogy a kupa idei kiírásának regnáló bajnoka, a harmadik fordulóban csatlakozik a ligakupához, 2023 szeptemberében, amely fordulóban a címvédő csapat hazai pályán fogadta a szintén a Premier League-ben szereplő Crystal Palace csapatát. A mérkőzés szeptember 26-án került megrendezésre. A mérkőzés előtt visszatért edzésre Mason Mount és Harry Maguire is, mindketten sérülések után és kezdők is voltak a találkozón. A Palace kapuját a nyáron a Unitedtől távozó Dean Henderson védte, de a 19. percben sérülés miatt le kellett cserélni, helyére a szintén United-nevelésű Sam Johnstone állt be. Ellene szerezte meg két perccel később a mérkőzés első gólját a manchesteri csapat, Alejandro Garnacho talált be, amit hat perccel később Casemiro követett, negyedik góljával a szezonban. Az 55. percben három gólosra növelte az előnyt Anthony Martial, Casemiro labdáját követően, beállítva a végeredményt. A csapat szezonjának addigi legjobb mérkőzése volt, dominánsan játszottak, 69%-ban birtokolva a labdát. A találkozón bemutatkozott Dan Gore.
A következő fordulóban az előző év döntőjének visszajátszására kerül sor a Newcastle United ellen, ismét hazai pályán. A címvédőket nagyon könnyen elverte a Newcastle, Miguel Almirón, Lewis Hall és Joe Willock góljaival. A végeredmény 3–0 lett, így a United címvédése már a negyedik fordulóban véget ért. Ez az első alkalom volt 1972 óta, hogy a Newcastle nyerni tudott az Old Traffordon, illetve a csapat legnagyobb különbségű győzelme a United ellen idegenben, 1930 óta. Ezek mellett egy további negatív rekord volt, hogy az 1962–1963-as szezon óta a manchesteri csapat először veszített el nyolc mérkőzést az első tizenötből. Ugyanebben a szezonban kapott ki a csapat legutóbb sorozatban két mérkőzésen legalább három góllal.
Harmadik forduló
| 2023. szeptember 26. 20:00 |

| Manchester United                     | 3–0               | Crystal Palace |
| ------------------------------------- | ----------------- | -------------- |
| Garnacho 21' Casemiro 27' Martial 55' | (2–0) Jegyzőkönyv |                |

| Old Trafford, Manchester, Anglia Nézőszám: 72 842 Játékvezető: Michael Salisbury |

Negyedik forduló
| 2023. november 1. 20:15 |

| Manchester United | 0–3               | Newcastle United                 |
| ----------------- | ----------------- | -------------------------------- |
|                   | (0–2) Jegyzőkönyv | Almirón 28' Hall 38' Willock 60' |

| Old Trafford, Manchester, Anglia Nézőszám: 72 484 Játékvezető: Robert Jones |

## Statisztika

### Pályára lépések és gólok
| #     | Poszt. | Név                | Liga          | Liga | FA Kupa       | FA Kupa | Ligakupa      | Ligakupa | Európa        | Európa | Összes        | Összes | Lapok | Lapok |
| #     | Poszt. | Név                | Pályára lépés | Gól  | Pályára lépés | Gól     | Pályára lépés | Gól      | Pályára lépés | Gól    | Pályára lépés | Gól    |       |       |
| ----- | ------ | ------------------ | ------------- | ---- | ------------- | ------- | ------------- | -------- | ------------- | ------ | ------------- | ------ | ----- | ----- |
| 1     | KA     | Altay Bayındır     | 0             | 0    | 1             | 0       | 0             | 0        | 0             | 0      | 1             | 0      | 0     | 0     |
| 2     | V      | Victor Lindelöf    | 14(5)         | 1    | 2             | 0       | 1(1)          | 0        | 3(1)          | 0      | 20(7)         | 1      | 3     | 0     |
| 4     | KP     | Szofjan Amrabat    | 10(11)        | 0    | 2             | 0       | 1(1)          | 0        | 4(1)          | 0      | 17(13)        | 0      | 9     | 0     |
| 5     | V      | Harry Maguire      | 18(4)         | 2    | 1(2)          | 1       | 2             | 0        | 4             | 1      | 25(6)         | 4      | 4     | 0     |
| 6     | V      | Lisandro Martínez  | 8(3)          | 0    | 2             | 0       | 0             | 0        | 1             | 0      | 11(3)         | 0      | 4     | 0     |
| 7     | KP     | Mason Mount        | 5(9)          | 1    | 0(1)          | 0       | 2             | 0        | 1(1)          | 0      | 8(11)         | 1      | 2     | 0     |
| 8     | KP     | Bruno Fernandes () | 35            | 10   | 6             | 3       | 0(1)          | 0        | 6             | 2      | 47(1)         | 15     | 12    | 0     |
| 9     | CS     | Anthony Martial    | 5(8)          | 1    | 0             | 0       | 2             | 1        | 0(4)          | 0      | 7(12)         | 2      | 0     | 0     |
| 10    | CS     | Marcus Rashford    | 26(7)         | 7    | 5             | 1       | 0(1)          | 0        | 4             | 0      | 35(8)         | 8      | 2     | 1     |
| 11    | CS     | Rasmus Højlund     | 25(5)         | 10   | 4(1)          | 1       | 0(2)          | 0        | 6             | 5      | 35(8)         | 16     | 2     | 0     |
| 12    | V      | Tyrell Malacia     | 0             | 0    | 0             | 0       | 0             | 0        | 0             | 0      | 0             | 0      | 0     | 0     |
| 14    | KP     | Christian Eriksen  | 12(10)        | 1    | 0(2)          | 0       | 0             | 0        | 2(2)          | 0      | 14(13)        | 1      | 1     | 0     |
| 15    | V      | Sergio Reguilón    | 4(5)          | 0    | 0             | 0       | 1             | 0        | 2             | 0      | 7(5)          | 0      | 4     | 0     |
| 16    | CS     | Amad Diallo        | 3(6)          | 1    | 0(3)          | 1       | 0             | 0        | 0             | 0      | 3(9)          | 2      | 1     | 1     |
| 17    | CS     | Alejandro Garnacho | 30(6)         | 7    | 6             | 1       | 2             | 1        | 3(3)          | 1      | 41(9)         | 10     | 4     | 0     |
| 18    | KP     | Casemiro           | 24(1)         | 1    | 3             | 1       | 2             | 1        | 2             | 2      | 31(1)         | 5      | 9     | 1     |
| 19    | V      | Raphaël Varane     | 16(6)         | 1    | 5             | 0       | 1             | 0        | 3(1)          | 0      | 25(7)         | 1      | 2     | 0     |
| 20    | V      | Diogo Dalot        | 35(1)         | 2    | 6             | 1       | 2             | 0        | 5(1)          | 0      | 48(2)         | 3      | 6     | 1     |
| 21    | CS     | Antony             | 15(15)        | 1    | 2(1)          | 2       | 1             | 0        | 3(1)          | 0      | 21(17)        | 3      | 5     | 0     |
| 22    | KA     | Tom Heaton         | 0             | 0    | 0             | 0       | 0             | 0        | 0             | 0      | 0             | 0      | 0     | 0     |
| 23    | V      | Luke Shaw          | 12            | 0    | 1             | 0       | 0             | 0        | 2             | 0      | 15            | 0      | 7     | 0     |
| 24    | KA     | André Onana        | 38            | 0    | 5             | 0       | 2             | 0        | 6             | 0      | 51            | 0      | 5     | 0     |
| 25    | CS     | Jadon Sancho       | 0(3)          | 0    | 0             | 0       | 0             | 0        | 0             | 0      | 0(3)          | 0      | 0     | 0     |
| 28    | KP     | Facundo Pellistri  | 1(8)          | 0    | 0(1)          | 0       | 1             | 0        | 1(2)          | 0      | 3(11)         | 0      | 0     | 0     |
| 29    | V      | Aaron Wan-Bissaka  | 20(2)         | 0    | 4             | 0       | 0(1)          | 0        | 2(1)          | 0      | 26(4)         | 0      | 5     | 0     |
| 33    | V      | Brandon Williams   | 0             | 0    | 0             | 0       | 0             | 0        | 0             | 0      | 0             | 0      | 0     | 0     |
| 34    | KP     | Donny van de Beek  | 0(1)          | 0    | 0             | 0       | 0(1)          | 0        | 0             | 0      | 0(2)          | 0      | 0     | 0     |
| 35    | V      | Jonny Evans        | 15(8)         | 0    | 1(3)          | 0       | 0(1)          | 0        | 1(1)          | 0      | 17(13)        | 0      | 2     | 0     |
| 37    | KP     | Kobbie Mainoo      | 24            | 3    | 5(1)          | 2       | 0             | 0        | 0(2)          | 0      | 29(3)         | 5      | 3     | 0     |
| 39    | KP     | Scott McTominay    | 18(14)        | 7    | 5(1)          | 2       | 0             | 0        | 4(1)          | 1      | 27(16)        | 10     | 3     | 0     |
| 44    | KP     | Dan Gore           | 0(1)          | 0    | 0             | 0       | 0(1)          | 0        | 0             | 0      | 0(2)          | 0      | 0     | 0     |
| 46    | KP     | Hannibal           | 1(4)          | 1    | 0(1)          | 0       | 2             | 0        | 1(1)          | 0      | 4(6)          | 1      | 3     | 0     |
| 47    | CS     | Shola Shoretire    | 0             | 0    | 0             | 0       | 0             | 0        | 0             | 0      | 0             | 0      | 0     | 0     |
| 53    | V      | Willy Kambwala     | 3(5)          | 0    | 0(2)          | 0       | 0             | 0        | 0             | 0      | 3(7)          | 0      | 1     | 0     |
| 62    | KP     | Omari Forson       | 1(3)          | 0    | 0(3)          | 0       | 0             | 0        | 0             | 0      | 1(6)          | 0      | 0     | 0     |
| 70    | V      | Harry Amass        | 0             | 0    | 0             | 0       | 0             | 0        | 0             | 0      | 0             | 0      | 0     | 0     |
| 75    | V      | Habeeb Ogunneye    | 0             | 0    | 0             | 0       | 0             | 0        | 0             | 0      | 0             | 0      | 0     | 0     |
| 84    | CS     | Ethan Wheatley     | 0(3)          | 0    | 0             | 0       | 0             | 0        | 0             | 0      | 0(3)          | 0      | 0     | 0     |
| Öngól | Öngól  | Öngól              | —             | 0    | —             | 0       | —             | 0        | —             | 0      | —             | 0      | N/A   | N/A   |

1. ↑  Garnacho a 2023. augusztusi mérkőzéseken a 49-es mezszámot viselte.[216][217]

### Nemzetközi mérkőzések
| Sorozat                           | Forduló                       | Klub                          | 1. mérkőzés | 2. mérkőzés | Össz.      | F.         |
| --------------------------------- | ----------------------------- | ----------------------------- | ----------- | ----------- | ---------- | ---------- |
| 2023–2024-es UEFA-bajnokok ligája | Csoportkör                    | Bayern München                | 3–4         | 0–1         | 4.         | [ 185 ]    |
| 2023–2024-es UEFA-bajnokok ligája | Csoportkör                    | Galatasaray                   | 2–3         | 3–3         | 4.         | [ 185 ]    |
| 2023–2024-es UEFA-bajnokok ligája | Csoportkör                    | København                     | 1–0         | 3–4         | 4.         | [ 185 ]    |
| Gólok összesen (Gólkülönbség)     | Gólok összesen (Gólkülönbség) | Gólok összesen (Gólkülönbség) | 12–15 (–3)  | 12–15 (–3)  | 12–15 (–3) | 12–15 (–3) |

## Sérülések
A szezon során összesen hatvan különböző sérüléssel kellett megbirkóznia a csapatnak, ami a legtöbb volt a bajnokságban. Az alábbi táblázatban a csapat sérültjei láthatóak, akik hosszabb időt hagytak ki a szezon során. Ebben az évadban a manchesteri csapat kiemelkedően sok sérüléssel küszködött, bár ezeknek okát és hosszát ritkán lehetett pontosan vagy hivatalos forrásokból tudni, mivel a csapat – holland mintára – az „orvosi titoktartás” elvével általában nem osztja meg játékosai problémáit.
| Játékos           | Sérülés oka                          | Utolsó mérkőzés      | Első mérkőzés sérülés után (várható visszatérés) | Sérülés hossza | For.                            |
| ----------------- | ------------------------------------ | -------------------- | ------------------------------------------------ | -------------- | ------------------------------- |
| Szofjan Amrabat   | Ismeretlen                           | 2023. szeptember 8.  | 2023. szeptember 23.                             | 15 nap         | [ 219 ] [ 220 ]                 |
| Szofjan Amrabat   | Kisebb sérülés                       | 2023. december 23.   | 2024. január 11.                                 | 19 nap         | [ 221 ]                         |
| Antony            | Ismeretlen                           | 2023. november 11.   | 2023. november 29.                               | 18 nap         | [ 222 ]                         |
| Antony            | Ismeretlen                           | 2023. december 30.   | 2024. január 14.                                 | 25 nap         | [ 223 ] [ 224 ]                 |
| Altay Bayındır    | Ismeretlen                           | 2024. március 9.     | 2024. március 27.                                | 12 nap         | [ 225 ]                         |
| Casemiro          | Bokasérülés                          | 2023. október 13.    | 2023. november 1.                                | 18 nap         | [ 226 ] [ 227 ]                 |
| Casemiro          | Combizomsérülés                      | 2023. november 1.    | 2024. január 14.                                 | 74 nap         | [ 224 ] [ 228 ] [ 229 ]         |
| Amad Diallo       | Térdsérülés                          | 2023. augusztus 3.   | 2023. december 30.                               | 149 nap        | [ 44 ] [ 230 ]                  |
| Amad Diallo       | Betegség                             | 2023. december 30.   | 2024. január 14.                                 | 15 nap         | [ 223 ] [ 224 ]                 |
| Christian Eriksen | Betegség                             | 2023. szeptember 23. | 2023. szeptember 30.                             | 7 nap          | [ 231 ]                         |
| Christian Eriksen | Térdsérülés                          | 2023. november 11.   | 2023. december 23.                               | 42 nap         | [ 229 ] [ 232 ] [ 233 ]         |
| Christian Eriksen | Betegség                             | 2023. december 30.   | 2024. január 14.                                 | 15 nap         | [ 223 ]                         |
| Jonny Evans       | Ismeretlen                           | 2023. október 21.    | 2023. október 24.                                | 3 nap          | [ 234 ]                         |
| Jonny Evans       | Izomsérülés                          | 2023. november 8.    | 2023. december 6.                                | 27 nap         | [ 229 ] [ 235 ] [ 236 ]         |
| Jonny Evans       | Kisebb sérülés                       | 2024. április 4.     | 2024. május 6.                                   | 32 nap         | [ 237 ] [ 238 ]                 |
| Bruno Fernandes   | Térdsérülés                          | 2024. május 1.       | 2024. május 15.                                  | 14 nap         | [ 239 ] [ 240 ]                 |
| Omari Forson      | Ismeretlen                           | 2024. március 3.     | 2024. március 17.                                | 14 nap         | [ 241 ]                         |
| Rasmus Højlund    | Hátsérülés                           | Sérülten érkezett    | 2023. szeptember 3.                              | ~30 nap        | [ 242 ]                         |
| Rasmus Højlund    | Izomsérülés                          | 2023. november 11.   | 2023. november 29.                               | 18 nap         | [ 222 ] [ 229 ] [ 232 ]         |
| Rasmus Højlund    | Izomsérülés                          | 2024. február 18.    | 2024. március 17.                                | 28 nap         | [ 241 ] [ 243 ]                 |
| Willy Kambwala    | Ismeretlen                           | 2024. április 13.    | 2024. május 12.                                  | 29 nap         | [ 238 ]                         |
| Victor Lindelöf   | Lágyéksérülés                        | 2023. december 6.    | 2024. február 4.                                 | 60 nap         | [ 223 ] [ 244 ] [ 245 ]         |
| Victor Lindelöf   | Hátulsó combizomsérülés              | 2024. március 30.    | 2024. május 19.                                  | 50 nap         | [ 238 ] [ 246 ] [ 247 ]         |
| Harry Maguire     | Izomsérülés                          | 2023. december 12.   | 2024. január 28.                                 | 47 nap         | [ 245 ] [ 248 ]                 |
| Harry Maguire     | Ismeretlen                           | 2024. február 24.    | 2024. március 17.                                | 22 nap         | [ 241 ] [ 249 ]                 |
| Harry Maguire     | Lábsérülés                           | 2024. április 27.    | Szezon vége                                      | ~30 nap        | [ 250 ] [ 251 ]                 |
| Kobbie Mainoo     | Bokasérlüés                          | 2023. július 27.     | 2023. október 29.                                | 94 nap         | [ 51 ] [ 252 ]                  |
| Tyrell Malacia    | Térdsérülés                          | 2023. július 18.     | 2024. november 12.                               | 482 nap        | [ 253 ] [ 254 ]                 |
| Anthony Martial   | Lágyéksérülés                        | 2023. december 9.    | 2024. május 19.                                  | 162 nap        | [ 247 ] [ 248 ] [ 255 ]         |
| Lisandro Martínez | Rosszul gyógyult lábközépcsont-törés | 2023. szeptember 20. | 2024. január 14.                                 | 116 nap        | [ 224 ] [ 256 ] [ 257 ]         |
| Lisandro Martínez | Oldalszalagsérülés                   | 2024. február 4.     | 2024. március 30.                                | 55 nap         | [ 258 ]                         |
| Lisandro Martínez | Vádlisérülés                         | 2024. március 30.    | 2024. május 15.                                  | 46 nap         | [ 238 ] [ 246 ]                 |
| Scott McTominay   | Betegség                             | 2023. szeptember 23. | 2023. szeptember 30.                             | 7 nap          | [ 231 ]                         |
| Scott McTominay   | Kisebb sérülés                       | 2024. április 4.     | 2024. április 21.                                | 17 nap         | [ 237 ]                         |
| Scott McTominay   | Térdsérülés                          | 2024. április 27.    | 2024. május 12.                                  | 15 nap         | [ 259 ]                         |
| Mason Mount       | Hátulsó combizom sérülés             | 2023. augusztus 19.  | 2023. szeptember 25.                             | 37 nap         | [ 219 ] [ 260 ]                 |
| Mason Mount       | Vádlisérülés                         | 2023. november 11.   | 2024. március 17.                                | 127 nap        | [ 245 ] [ 261 ] [ 262 ]         |
| Mason Mount       | Izomsérülés                          | 2024. április 13.    | 2024. április 27.                                | 14 nap         | [ 263 ]                         |
| Mason Mount       | Ismeretlen                           | 2024. május 6.       | 2024. május 25.                                  | 19 nap         | [ 247 ] [ 251 ] [ 264 ]         |
| Marcus Rashford   | Kisebb sérülés                       | 2023. november 1.    | 2023. november 8.                                | 7 nap          | [ 265 ]                         |
| Marcus Rashford   | Izomsérülés                          | 2024. április 24.    | 2024. május 15.                                  | 21 nap         | [ 238 ]                         |
| Sergio Reguilón   | Ismeretlen                           | 2023. szeptember 23. | 2023. október 20.                                | 27 nap         | [ 219 ] [ 227 ] [ 266 ]         |
| Sergio Reguilón   | Betegség                             | 2023. október 21.    | 2023. október 24.                                | 3 nap          | [ 234 ]                         |
| Luke Shaw         | Hátulsó combizom sérülés             | 2023. augusztus 19.  | 2023. november 26.                               | 99 nap         | [ 219 ] [ 267 ] [ 268 ]         |
| Luke Shaw         | Kisebb sérülés                       | 2023. december 23.   | 2024. január 14.                                 | 22 nap         | [ 221 ] [ 223 ] [ 224 ]         |
| Luke Shaw         | Combizom sérülés                     | 2024. február 18.    | 2024. július 6.                                  | 143 nap        | [ 238 ] [ 251 ] [ 269 ] [ 270 ] |
| Raphaël Varane    | Ismeretlen, izomsérülés              | 2023. augusztus 26.  | 2023. szeptember 22.                             | 27 nap         | [ 219 ] [ 271 ]                 |
| Raphaël Varane    | Ismeretlen                           | 2023. október 3.     | 2023. október 21.                                | 18 nap         | [ 227 ] [ 256 ] [ 272 ]         |
| Raphaël Varane    | Ismeretlen                           | 2024. április 4.     | 2024. május 19.                                  | 45 nap         | [ 237 ] [ 238 ] [ 247 ]         |
| Aaron Wan-Bissaka | Hátulsó combizom sérülés             | 2023. szeptember 16. | 2023. november 1.                                | 46 nap         | [ 219 ] [ 267 ]                 |
| Aaron Wan-Bissaka | Betegség                             | 2023. november 8.    | 2023. november 26.                               | 18 nap         | [ 273 ]                         |
| Aaron Wan-Bissaka | Ismeretlen                           | 2024. január 14.     | 2024. március 17.                                | 63 nap         | [ 241 ] [ 274 ]                 |

## Díjak

### A hónap díjai
| Hónap      | A hónap játékosa | A hónap játékosa   | A hónap játékosa | A hónap játékosa | A hónap gólja | A hónap gólja      | A hónap gólja | A hónap gólja           | A hónap gólja        | A hónap gólja |
| Hónap      | #                | Játékos            | Poszt            | F.               | #             | Játékos            | Poszt         | Csapat ellen            | Mérkőzés dátuma      | F.            |
| ---------- | ---------------- | ------------------ | ---------------- | ---------------- | ------------- | ------------------ | ------------- | ----------------------- | -------------------- | ------------- |
| Augusztus  | 8                | Bruno Fernandes    | középpályás      | [ 275 ]          | 18            | Casemiro           | középpályás   | Nottingham Forest       | 2023. augusztus 26.  | [ 276 ]       |
| Szeptember | 18               | Casemiro           | középpályás      | [ 277 ]          | 8             | Bruno Fernandes    | középpályás   | Burnley                 | 2023. szeptember 23. |               |
| Október    | 39               | Scott McTominay    | középpályás      | [ 278 ]          | 20            | Diogo Dalot        | hátvéd        | Sheffield United        | 2023. október 21.    | [ 279 ]       |
| November   | 17               | Alejandro Garnacho | csatár           | [ 280 ]          | 17            | Alejandro Garnacho | csatár        | Everton                 | 2023. november 26.   | [ 281 ]       |
| December   | 17               | Alejandro Garnacho | csatár           | [ 282 ]          | 11            | Rasmus Højlund     | csatár        | Aston Villa             | 2023. december 26.   | [ 283 ]       |
| Január     | 37               | Kobbie Mainoo      | középpályás      | [ 284 ]          | 11            | Rasmus Højlund     | csatár        | Tottenham Hotspur       | 2024. január 14.     | [ 285 ]       |
| Február    | 11               | Rasmus Højlund     | csatár           | [ 286 ]          | 37            | Kobbie Mainoo      | középpályás   | Wolverhampton Wanderers | 2024. február 1.     | [ 287 ]       |
| Március    | 24               | André Onana        | kapus            | [ 288 ]          | 16            | Amad               | csatár        | Liverpool               | 2024. március 17.    | [ 289 ]       |
| Április    | 8                | Bruno Fernandes    | középpályás      | [ 290 ]          | 37            | Kobbie Mainoo      | középpályás   | Liverpool               | 2024. április 7.     | [ 291 ]       |
| Május      | 37               | Kobbie Mainoo      | középpályás      | [ 292 ]          | 37            | Kobbie Mainoo      | középpályás   | Manchester City         | 2024. május 25.      | [ 293 ]       |

### A bajnokságban
| Hónap      | A hónap gólja | A hónap gólja      | A hónap gólja | A hónap gólja | A hónap játékosa | A hónap játékosa | A hónap játékosa | A hónap játékosa | A hónap védése | A hónap védése | A hónap védése | A hónap edzője | A hónap edzője |
| Hónap      | #             | Játékos            | Poszt         | F.            | #                | Játékos          | Poszt            | F.               | #              | Játékos        | F.             | Edző           | F.             |
| ---------- | ------------- | ------------------ | ------------- | ------------- | ---------------- | ---------------- | ---------------- | ---------------- | -------------- | -------------- | -------------- | -------------- | -------------- |
| Szeptember | 8             | Bruno Fernandes    | középpályás   | [ 294 ]       |                  |                  |                  |                  |                |                |                |                |                |
| November   | 17            | Alejandro Garnacho | csatár        | [ 295 ]       | 5                | Harry Maguire    | hátvéd           | [ 296 ]          | Erik ten Hag   | [ 297 ]        |                |                |                |
| Február    | 37            | Kobbie Mainoo      | középpályás   | [ 298 ]       | 11               | Rasmus Højlund   | csatár           | [ 299 ]          |                |                |                |                |                |
| Március    | 10            | Marcus Rashford    | csatár        | [ 300 ]       |                  |                  |                  |                  |                |                |                |                |                |
| Április    |               |                    |               |               | 24               | André Onana      | [ 301 ]          |                  |                |                |                |                |                |

### Szezon végi díjak
A csapat a szezonban nyújtott gyenge teljesítmények után lemondta a megszokott szezonvégi díjátadó ceremóniáját, azzal a céllal, hogy a 2024-es FA-Kupa döntőjére koncentráljon inkább a keret. Ennek ellenére a díjakat átadták, 2024. május 15-én és 23-án, csak nem egy ünnepség keretében.
| #  | Győztes            | Poszt       | Díj                             | Díjazás dátuma     | Megjegyzés                       | F.      |
| -- | ------------------ | ----------- | ------------------------------- | ------------------ | -------------------------------- | ------- |
| 84 | Ethan Wheatley     | csatár      | Jimmy Murphy-díj                | 2024. május 15.    |                                  | [ 303 ] |
| 50 | Elyh Harrison      | kapus       | Denzil Haroun-díj               | 2024. május 15.    |                                  | [ 304 ] |
| 8  | Bruno Fernandes    | középpályás | Sir Matt Busby-díj              | 2024. május 23.    | Harmadik díja                    | [ 305 ] |
| 20 | Diogo Dalot        | hátvéd      | A játékosok szezon játékosa     | 2024. május 23.    |                                  | [ 306 ] |
| 17 | Alejandro Garnacho | csatár      | A szezon gólja                  | 2024. május 23.    | vs. Everton (2023. november 26.) | [ 307 ] |
| 17 | Alejandro Garnacho | csatár      | Premier League – A szezon gólja | 2024. május 26.    | vs. Everton (2023. november 26.) | [ 100 ] |
| 17 | Alejandro Garnacho | csatár      | Puskás Ferenc-díj               | 2024. december 17. | vs. Everton (2023. november 26.) | [ 101 ] |
| –  | Joe Glanville      |             | Ian Stirling-díj                | 2024. december 7.  | 2024. július 12-én bejelentve    | [ 309 ] |

## Átigazolások

### Érkezők
A Manchester United első igazolása 2023 nyarán a Chelsea saját nevelésű játékosa, Mason Mount volt. Az angol középpályásért, aki tizennyolc év elteltével hagyta el a fővárosi klubot, 55 millió fontot fizetett a csapat. 2023. július 18-án Jonny Evans ingyen tért vissza Manchesterbe, egy rövid időtartamú szerződést aláírva, hogy szerepelhessen a csapat felkészülési mérkőzésein, majd később, szeptemberben aláírt a teljes szezonra. A United harmadik igazolása André Onana volt, a kameruni kapus az olasz Internazionale csapatától érkezett, 43,9 millió fontért. A negyedik nyári igazolás a dán támadó Rasmus Højlund volt, akit augusztus 5-én jelentettek be az Old Traffordon a francia Lens elleni barátságos mérkőzés előtt. A dán csatár az olasz Atalanta csapatából érkezett, sajtóhírek szerint 65 millió fontért. Azt követően, hogy a United több kapust is eladott a nyáron, 2023. szeptember 1-én leszerződtették a török válogatott kapusát, Altay Bayındırt, 4,3 millió fontért.
| Dátum                | Poszt       | Név            | Honnan          | Ár            | F.                      |
| -------------------- | ----------- | -------------- | --------------- | ------------- | ----------------------- |
| 2023. július 5.      | középpályás | Mason Mount    | Chelsea         | £55 000 000   | [ 310 ] [ 311 ]         |
| 2023. július 18.     | hátvéd      | Jonny Evans    | Leicester City  | ingyen        | [ 33 ]                  |
| 2023. július 20.     | kapus       | André Onana    | Internazionale  | £43 900 000   | [ 313 ] [ 314 ]         |
| 2023. augusztus 4.   | hátvéd      | Harry Amass    | Watford         | Nem nyilvános | [ 318 ]                 |
| 2023. augusztus 5.   | támadó      | Rasmus Højlund | Atalanta        | £65 000 000   | [ 315 ] [ 316 ] [ 319 ] |
| 2023. augusztus 15.  | középpályás | Jack Fletcher  | Manchester City | Nem nyilvános | [ 320 ]                 |
| 2023. augusztus 15.  | középpályás | Tyler Fletcher | Manchester City | Nem nyilvános | [ 320 ]                 |
| 2023. augusztus 31.  | kapus       | Altay Bayındır | Fenerbahçe      | £4 300 000    | [ 317 ] [ 321 ]         |
| 2023. szeptember 13. | kapus       | Kie Plumley    | Oxford United   | ingyen        | [ 322 ]                 |

### Távozók
A csapattól a nyáron sok játékos távozott véglegesen, akik közé a klublegenda David de Gea is tartozott. A spanyol kapus tizenkét év alatt több, mint 500 alkalommal lépett pályára a Vörös Ördögök színeiben, mielőtt 2023. július 8-án a csapat hivatalosan is bejelentette távozását, azt követően, hogy egy héttel korábban lejárt szerződése. A felnőtt keret tagjai közül távozott még Phil Jones, aki szintén 2011-ben szerződött Manchesterbe, de 2019 óta mindössze hat alkalommal szerepelt a bajnokságban. Az angol hátvéd távozását, aki évekig sérülésekkel szenvedett, még május közepén jelentette be a csapat. Hozzájuk hasonlóan szerződése lejárta végén távozott a 25 éves Axel Tuanzebe is, aki 2018 óta minden szezonban kölcsön szerepelt, de néhány pályára lépésen kívül nem tudott betörni a felnőtt csapatba. Tizenhét év elteltével hagyta ott a klubot, szeptemberben az Ipswich Townhoz igazolt. 2023. július 23-án Alex Telles is távozott a csapattól, a második United-játékosként az elmúlt hat hónapban, akit a szaúd-arábiai en-Naszr szerződtetett. Elhagyta még a Vörös Ördögöket a saját nevelésű Anthony Elanga is, a Nottingham Foresthez szerződve. Távozott még öt év után a United történetének legtöbb pályára lépéssel rendelkező brazilja, Fred is, akit a török Fenerbahçe igazolt le. 2023. augusztus 15-én két cseh kapusát is eladta a United, Matěj Kovář és Ondřej Mastný is távozott a csapattól, a korábbi a Bayer 04 Leverkusenhez, az utóbbi pedig a cseh másodosztályú Vysočina Jihlavához szerződött. A csapat még egy kapusa távozott az átigazolási időszak vége előtt, Dean Henderson a Crystal Palace csapatához igazolt, illetve elhagyta a csapatot Teden Mengi is, akit a Premier League-újonc Luton Town szerződtetett. A nyári átigazolási időszak utolsó távozója Eric Bailly volt, akivel szerződést bontott a csapat, hogy Törökországba igazolhasson.
Ahogy az általában megszokott a szezon végén a legtöbb angol csapatnál, a United több utánpótlás-játékosát is elengedte szerződése lejártával, vagy eladta más csapatoknak. Szerződése végén távozott Ethan Galbraith, Di’Shon Bernard, Eric Hanbury, Charlie Wellens és Manni Norkett is. Galbraith a Leyton Orient, Norkett szülővárosa klubjához, a Nottingham Forest csapatához, míg Bernard a Sheffield Wednesdayhez szerződött. A United ezek mellett megvált a húszéves iraki tehetség, Zidane Ikbáltól is, akit a holland első osztályú FC Utrecht szerződtetett, 1 millió euróért. Végleg elhagyta még a csapatot az egykor nagy reménységnek számító Ethan Laird is, aki ugyan bemutatkozott az első csapatban, nem tudta megtalálni helyét, így négy évvel később a Birmingham City igazolta le. Ikbálhoz hasonlóan Björn Hardley is az FC Utrecht csapatához igazolt a nyár során. A következő fiatal távozó Charlie Savage volt, akit a Reading szerződtetett. 2023. augusztus 24-én Noam Emeran is elhagyta a csapatot, a holland FC Groningen játékosa lett. Az átigazolási időszak utolsó napján elhagyta a csapatot a spanyol jobbhátvéd Marc Jurado, hazája másodosztályában szereplő RCD Espanyol csapatába szerződve. Ugyanezen a napon távozott Logan Pye, akit a Burnley igazolt le.
Az első játékos, aki télen véglegesen távozott, a kolumbiai Mateo Mejía volt, a Sevilla csapatához.
| Dátum               | Poszt       | Név                | Hova                                                   | Ár                                                     | F.              |
| ------------------- | ----------- | ------------------ | ------------------------------------------------------ | ------------------------------------------------------ | --------------- |
| 2023. június 26.    | középpályás | Zidane Ikbál       | Utrecht                                                | €1 000 000                                             | [ 343 ] [ 344 ] |
| 2023. június 30.    | védő        | Phil Jones         | Lejárt a szerződése.                                   | Lejárt a szerződése.                                   | [ 326 ] [ 354 ] |
| 2023. június 30.    | középpályás | Ethan Galbraith    | Lejárt a szerződése, a Leyton Orienthez igazolt.       | Lejárt a szerződése, a Leyton Orienthez igazolt.       | [ 338 ]         |
| 2023. június 30.    | védő        | Di’Shon Bernard    | Lejárt a szerződése, a Sheffield Wednesdayhez igazolt. | Lejárt a szerződése, a Sheffield Wednesdayhez igazolt. | [ 339 ]         |
| 2023. június 30.    | védő        | Axel Tuanzebe      | Lejárt a szerződése, az Ipswich Townhoz igazolt.       | Lejárt a szerződése, az Ipswich Townhoz igazolt.       | [ 327 ]         |
| 2023. június 30.    | kapus       | Eric Hanbury       | Lejárt a szerződése                                    | Lejárt a szerződése                                    | [ 340 ]         |
| 2023. június 30.    | középpályás | Charlie Wellens    | Lejárt a szerződése, a Readinghez igazolt.             | Lejárt a szerződése, a Readinghez igazolt.             | [ 340 ]         |
| 2023. június 30.    | kapus       | David de Gea       | Lejárt a szerződése                                    | Lejárt a szerződése                                    | [ 323 ] [ 324 ] |
| 2023. június 30.    | támadó      | Manni Norkett      | Lejárt a szerződése, a Nottingham Foresthez igazolt.   | Lejárt a szerződése, a Nottingham Foresthez igazolt.   | [ 340 ]         |
| 2023. június 30.    | védő        | Ethan Laird        | Birmingham City                                        | £750 000                                               | [ 346 ] [ 347 ] |
| 2023. július 20.    | védő        | Björn Hardley      | Utrecht                                                | ingyen                                                 | [ 348 ]         |
| 2023. július 22.    | középpályás | Charlie Savage     | Reading                                                | nem nyilvános                                          | [ 349 ]         |
| 2023. július 23.    | védő        | Alex Telles        | en-Naszr                                               | €4 000 000                                             | [ 329 ] [ 357 ] |
| 2023. július 25.    | támadó      | Anthony Elanga     | Nottingham Forest                                      | £15 000 000                                            | [ 330 ] [ 358 ] |
| 2023. augusztus 2.  | kapus       | Nathan Bishop      | Sunderland                                             | nem nyilvános                                          | [ 359 ]         |
| 2023. augusztus 11. | középpályás | Fred               | Fenerbahçe                                             | €15 000 000                                            | [ 331 ] [ 360 ] |
| 2023. augusztus 15. | kapus       | Matěj Kovář        | Bayer 04 Leverkusen                                    | €9 000 000                                             | [ 332 ] [ 361 ] |
| 2023. augusztus 15. | kapus       | Ondřej Mastný      | Vysočina Jihlava                                       | nem nyilvános                                          | [ 333 ]         |
| 2023. augusztus 23. | csatár      | Noam Emeran        | FC Groningen                                           | €1 000 000                                             | [ 350 ]         |
| 2023. augusztus 31. | kapus       | Dean Henderson     | Crystal Palace                                         | £20 000 000                                            | [ 334 ] [ 362 ] |
| 2023. augusztus 31. | hátvéd      | Teden Mengi        | Luton Town                                             | nem nyilvános                                          | [ 335 ]         |
| 2023. szeptember 1. | hátvéd      | Marc Jurado        | RCD Espanyol                                           | nem nyilvános                                          | [ 351 ]         |
| 2023. szeptember 1. | hátvéd      | Logan Pye          | Burnley                                                | nem nyilvános                                          | [ 352 ]         |
| 2023. szeptember 4. | hátvéd      | Eric Bailly        | Beşiktaş                                               | ingyen                                                 | [ 336 ]         |
| 2024. január 18.    | támadó      | Mateo Mejía        | Sevilla                                                | nem nyilvános                                          | [ 353 ]         |
| 2024. február 1.    | középpályás | Isak Hansen-Aarøen | Werder Bremen                                          | nem ismert                                             |                 |

### Kölcsönben érkezők
Azt követően, hogy 2023 augusztusában a csapat mindkét balhátvédje megsérült, a United kölcsönbe szerződtette Sergio Reguilónt, a Tottenham Hotspur játékosát. A nyári átigazolási időszak utolsó érkezője a marokkói Szofjan Amrabat volt, az ACF Fiorentina csapatától, vásárlási opcióval.
| -tól                | -ig             | Poszt       | Név             | Honnan            | F.              |
| ------------------- | --------------- | ----------- | --------------- | ----------------- | --------------- |
| 2023. szeptember 1. | 2024. január 4. | hátvéd      | Sergio Reguilón | Tottenham Hotspur | [ 363 ] [ 366 ] |
| 2023. szeptember 1. | A szezon végéig | középpályás | Szofjan Amrabat | ACF Fiorentina    | [ 364 ]         |

### Kölcsönben távozók
Az első játékos, akit a csapat kölcsönadott a szezonban Will Fish volt egy második szezonra visszatérve a Hibernian csapatába, a skót első osztályba. Brandon Williams volt a következő távozó, őt a másodosztályú újonc Ipswich Town szerződtette a szezonra. Az átigazolási időszak utolsó napján a Stevenage leigazolta Charlie McNeillt. Mason Greenwood is távozott, azt követően, hogy a csapat bejelentette, hogy nem fog visszatérni a United keretébe, a Getafe szerződtette kölcsönben. Az utolsó nyári távozó szintén Spanyolországba igazolt, Álvaro Carreras balhátvédet, a Granada csapata vette kölcsönbe.
A januári időszak első távozója Donny van de Beek volt, az Eintracht Frankfurt szerződtette fél évre. Azt követően, hogy szeptember óta el volt tiltva az első csapattal való edzéstől, Jadon Sancho is elhagyta a klubot, a szezon végéig visszatérve a Borussia Dortmund csapatához. Joe Hugill is átmenetileg távozott, miután új szerződést kötött a csapattal. Hasonlóan a Sevilla csapatához szerződött Hannibal Medzsbrí, akire a spanyol csapat vásárlási opcióval is rendelkezett. Egy nappal később Álvaro Carreras Portugáliába szerződött, az SL Benfica csapatához, amely megegyezésben vásárlási opció is szerepelt. Abban az esetben, ha mérkőzései felét kezdőként játssza, a Benfica kötelező lesz szerződtetni a balhátvédet.
| -tól                | -ig              | Poszt       | Név               | Hova                | F.      |
| ------------------- | ---------------- | ----------- | ----------------- | ------------------- | ------- |
| 2023. július 27.    | A szezon végéig  | védő        | Will Fish         | Hibernian           | [ 367 ] |
| 2023. augusztus 24. | A szezon végéig  | védő        | Brandon Williams  | Ipswich Town        | [ 368 ] |
| 2023. szeptember 1. | 2024. január 3.  | csatár      | Charlie McNeill   | Stevenage           | [ 369 ] |
| 2023. szeptember 1. | A szezon végéig  | csatár      | Mason Greenwood   | Getafe              | [ 370 ] |
| 2023. szeptember 1. | 2024. január 16. | védő        | Álvaro Carreras   | Granada             | [ 371 ] |
| 2024. január 1.     | A szezon végéig  | középpályás | Donny van de Beek | Eintracht Frankfurt | [ 372 ] |
| 2024. január 11.    | A szezon végéig  | támadó      | Jadon Sancho      | Borussia Dortmund   | [ 373 ] |
| 2024. január 12.    | A szezon végéig  | támadó      | Joe Hugill        | Burton Albion       | [ 374 ] |
| 2024. január 15.    | A szezon végéig  | középpályás | Hannibal Medzsbrí | Sevilla             | [ 375 ] |
| 2024. január 16.    | A szezon végéig  | hátvéd      | Álvaro Carreras   | Benfica             | [ 377 ] |
| 2024. január 17.    | A szezon végéig  | hátvéd      | Maxi Oyedele      | Forest Green Rovers | [ 378 ] |
| 2024. január 19.    | A szezon végéig  | hátvéd      | Rhys Bennett      | Stockport County    | [ 379 ] |
| 2024. január 23.    | A szezon végéig  | középpályás | Dan Gore          | Port Vale           | [ 380 ] |
| 2024. január 25.    | A szezon végéig  | kapus       | Radek Vítek       | Accrington Stanley  | [ 381 ] |
| 2024. január 31.    | A szezon végéig  | támadó      | Facundo Pellistri | Granada             | [ 382 ] |
| 2024. február 1.    | A szezon végéig  | hátvéd      | Sam Murray        | Rochdale            | [ 383 ] |
| 2024. február 1.    | A szezon végéig  | támadó      | Sam Mather        | Rochdale            | [ 383 ] |
| 2024. február 1.    | A szezon végéig  | hátvéd      | Sonny Aljofree    | Altrincham          | [ 383 ] |
| 2024. február 1.    | A szezon végéig  | kapus       | Tom Wooster       | Macclesfield Town   | [ 383 ] |

1. ↑  Részleges kölcsön, a játékosok továbbra is a csapattal edzenek.

## Szerződéshosszabbítások
2022. december 24-én a United bejelentette, hogy több játékosának, köztük Marcus Rashfordnak és Frednek is aktiválta a szerződésükben található egy éves hosszabbítás-opciót, ami a 2023–2024-es szezonra szólt. 2023. május 31-én Diogo Dalot (aki szintén a decemberben meghosszabbított játékosok között volt) öt éves szerződést írt alá a csapattal, amiben ezek mellett szerepelt egy egy éves hosszabbítási opció és a 2023–2024-es szezonnal kezdődött meg. 2023. június 16-án hat további játékosnak aktiválták egy éves opcióját, köztük a felnőtt csapatból Tom Heatonét, Nathan Bishopét és Rhys Bennettét. Rashford 2023. július 18-án meghosszabbította 2024 nyarán lejáró szerződését, öt évvel, 2028-ig. 2023. július 24-én a csapat bejelentette, hogy Bennett és Dan Gore is új szerződéseket írtak alá, bár az időtartamukat nem jelezte a klub. Azt követően, hogy visszatért a csapathoz a nyári időszakra, Jonny Evans aláírt egy egy éves szerződést a csapattal szeptemberben. A szezon felénél a United ismét felhasznált több játékosa szerződésében is szereplő opciókat, biztosítva, hogy 2025-ig Victor Lindelöf, Hannibal és Aaron Wan-Bissaka is a klubnál marad. 2024 januárjában hosszabbított Joe Hugill is, 2+1 évre. 2024. január 25-én a cseh kapus, Radek Vítek szerződést hosszabbított a csapattal 2027-ig, majd kölcsönben elhagyta a klubot.
| Dátum               | Poszt       | Név               | Szerződés hossza | Szerződés lejárta | F.      |
| ------------------- | ----------- | ----------------- | ---------------- | ----------------- | ------- |
| 2022. december 24.  | támadó      | Marcus Rashford   | +1 év            | 2024              | [ 384 ] |
| 2022. december 24.  | középpályás | Fred              | +1 év            | 2024              | [ 384 ] |
| 2023. május 31.     | védő        | Diogo Dalot       | 5+1 év           | 2028              | [ 385 ] |
| 2023. június 16.    | kapus       | Tom Heaton        | +1 év            | 2024              | [ 386 ] |
| 2023. június 16.    | kapus       | Nathan Bishop     | +1 év            | 2024              | [ 386 ] |
| 2023. június 16.    | védő        | Rhys Bennett      | +1 év            | 2024              | [ 386 ] |
| 2023. július 18.    | támadó      | Marcus Rashford   | 5 év             | 2028              | [ 387 ] |
| 2023. július 24.    | védő        | Rhys Bennett      | Ismeretlen       | Ismeretlen        | [ 388 ] |
| 2023. július 24.    | középpályás | Dan Gore          | Ismeretlen       | Ismeretlen        | [ 388 ] |
| 2023. szeptember 1. | védő        | Jonny Evans       | 1 év             | 2024              | [ 312 ] |
| 2024. január 4.     | védő        | Victor Lindelöf   | +1 év            | 2025              | [ 389 ] |
| 2024. január 4.     | védő        | Aaron Wan-Bissaka | +1 év            | 2025              | [ 389 ] |
| 2024. január 4.     | középpályás | Hannibal Medzsbrí | +1 év            | 2025              | [ 389 ] |
| 2024. január 10.    | támadó      | Joe Hugill        | 2+1 év           | 2026              | [ 390 ] |
| 2024. január 25.    | kapus       | Radek Vítek       | 3 év             | 2027              | [ 381 ] |

1. 1 2 3 4 5 6 7 8  Előző szerződésben szereplő opció

## Elemzés

### Sérülések és gyorsan kapott gólok
Szakértők szerint a Manchester United sokkal gyengébben kezdte a szezont, mint az elvárások. Első nyolc bajnokijából csak négyet tudott megnyerni a csapat és története során elveszítette első két UEFA-bajnokok ligája-mérkőzését a csapat. Carl Anka, a The Athletic Manchester United-szakértője kiemelte, hogy a csapat első tíz mérkőzésén tizennyolc gólt kapott és megjegyezte, hogy a csapat egyik legnagyobb problémája leginkább mentális, nem taktikai, a játékosoknak problémája van döntéshozatallal. Hozzátette, hogy a csapat sokkal kevésbé hatékonyan tud passzolni és, mikor nem birtokolják a labdát, sokkal kevésbé intenzíven játszanak, mint az előző évadban, ami nagy hatással van védekezésükre is. Anka megjegyezte azt is, hogy a váratlan sérüléshullám, ami az első hónapokban érintette a csapatot, szintén nagy befolyással volt a gyenge teljesítményekre, mindössze egyszer tudta a pályára küldeni legjobb hátvédvonalát Erik ten Hag az első hónapokban, többek között Luke Shaw, Aaron Wan-Bissaka és Lisandro Martínez sérülései miatt. A csapat 2023 októberében hivatalos vizsgálatot indított azzal kapcsolatban, hogy miért volt ennyi sérülés az első néhány hónapban. A szezon előtt a holland menedzser kijelentette, hogy célja az, hogy a Unitedet a világ legjobb ellentámadó csapatává tegye, amit szintén sérülések és formába nem lendülő játékosok akadályoztak meg. Ten Hag áprilisban hozzátette, hogy sejtik mi lehet a sok izomsérülés okozója. A szezon során összesen hatvan különböző sérüléssel és betegséggel szenvedett a csapat, amiből 46 vezetett olyan helyzethez, ahol egy játékos ki is hagyott legalább egy mérkőzést. Erik ten Hag az évad vége felé azt mondta a helyzetről, hogy olyan érzés volt, mintha „összekötött karokkal” kellett volna úsznia, hiszen a szezon során hetvenszer kellett megváltoztatnia kezdőcsapatát.
A csapat ezek mellett gyakran kapott gólokat mindössze percekkel azt követően, hogy a mérkőzés újrakezdődött, ami gyakran nagy problémát jelentett a Unitednek. Szeptemberi mérkőzésükön a Bayern München ellen a Vörös Ördögök mindössze négy perccel első kapott góljuk után már 2–0-ás hátrányban voltak, amihez hasonlóan a Nottingham Forestnek két perc kellett, hogy kettőt szerezzen a csapat ellen szeptemberben. A müncheniek négy perccel a United első gólja után megszerezték a harmadikat, míg a negyediket is négy perccel Casemiro szépítése után lőtték. Ez a Premier League-ben is nagy probléma volt, nem csak a Bajnokok Ligájában, a United első hét bajnokiján öt gólt kapott öt perccel mérkőzések újraindulása után (ennek legjobb példája az Arsenal elleni mérkőzés volt, mikor két gólt is így kaptak), aminél csak a kiesés ellen küzdő Sheffield United kapott többet, hetet. A probléma az egész szezonban fennmaradt, 2024 márciusa végén és áprilisa elején a United sorozatban két mérkőzésen veszített pontokat gyorsan bekapott gólok következtében. Március 30-án a Brentford ellen a 98. percben előnybe került a csapat, de a londoniak a 99. percben kiegyenlítettek. A következő találkozó hasonlóan végződött. Cole Palmer a 100. percben kiegyenlített a Chelsea számára, majd egy perccel később meg is nyerte nekik a találkozót.

### Történelmi vereségek és a gyenge szezonkezdés
Október végén és november elején a United sorozatban egymást követő mérkőzéseken hazai pályán 3–0-ra kikapott a Manchester City, majd a Newcastle United csapataitól, ami az 1960-as évek óta nem történt meg és csak egyre tovább rontott a gyenge szezonkezdésen. Amikor a csapat legutóbb elveszített nyolc mérkőzést az első tizenötből, a United mindössze öt évvel volt a müncheni légikatasztrófa után. Carl Anka, Ian Irving és Andy Mitten közös elemzésükben (hasonlóan Dan Sheldon és Mark Critchley is) ezt az időszakot egy újabb mélypontnak nevezték a szezonban, a Newcastle elleni vereséget pedig „gyalázatos,” „megdöbbentő” és „aggasztó” szavakkal méltatták. Kritizálták, ahogy a csapat semmilyen reakciót nem mutatott a City elleni vereségre és, hogy nagyon éretlenül játszottak. Ezek mellett Anka azt is kiemelte, hogy nem tudja megmagyarázni, „hogy Ten Hag mit akar elérni.” Ezzel egyetértett Mark Critchley is, A Manchester Unitednek nagyon sok problémája van – Erik ten Hag veszélyesen közel áll ahhoz, hogy egyikük legyen című cikkében. Ugyan megjegyezte, hogy a holland edzőt nem segítette a sok sérülés és a tulajdonosváltási szituáció a csapatnál, hozzátette, hogy „egyre nehezebb definiálni alapelveit” és, a csapat játékából „teljesen eltűntek ezek az iránymutató elvek.” Karácsony estére már tizenhárom vereségnél tartott a United, ami először történt meg 1930 óta, mikor utolsó helyen kiestek. December 24-ig a csapat mindössze tizennyolc gólt lőtt a bajnokságban, aminél kevesebbet csak az akkor utolsó helyen álló Sheffield United mutatott fel. Ugyanebben az időszakban sorozatban négy találkozón nem tudott betalálni a csapat, 1992 óta először.
Critchley és Sheldon elemzésükben több problémát is találtak a védelemmel, de kiemelték, hogy még nagyobb baj, hogy a középpálya egyáltalán nem segíti a hátvédeket. A csapat az első tíz forduló után a nyolcadik legtöbb gólt kapta a bajnokságban, tizenhatot. Megjegyezték azt is, hogy Luke Shaw és Lisandro Martínez hiánya, akik legjobbak a labda előrehozatalában a védelemben, nagy szerepet játszott abban, hogy a United nem tudja átvenni az irányítást mérkőzéseken. Ten Hag preferált középpályája, Casemiro, Bruno Fernandes és Mason Mount nem játszott jól együtt az első hónapokban, Mount gyakran túl közel játszott az ellenfél kapujához, ezzel egyedül hagyva maga mögött a brazilt, kinek védekező statisztikái kifejezetten sokat romlottak az előző évadhoz képest. Problémának nevezték azt is, hogy ha a holland menedzser Szofjan Amrabat és Scott McTominay mellett dönt, mint középpályásai Fernandes mögött, akkor sokat veszít kreativitásából a csapat, más esetben viszont nem védekeznek elég jól. A két szakértő megfigyelése szerint a United ennek következtében szinte elkezdte kihagyni a középpályát játékából, a hátvédsorból közvetlenül a támadóknak passzolva a labdát. Sheldon szerint a támadási problémák egyik legnagyobbika az volt, hogy novemberben még McTominay volt a csapat házi gólkirálya a bajnokságban, három találattal, amiből kettőt egy mérkőzésen szerzett. Hozzátették, hogy Marcus Rashford sokat veszített formájából, hiszen szeptemberben talált be legutóbb és Rasmus Højlund se tudott még gólt szerezni bajnokin, annak ellenére, hogy az UEFA-bajnokok ligájában már három gólja is volt. Támadóik lövései ritkán értek kaput. Nagy bajnak nevezték Antony „borzalmas” formáját és a Jadon Sancho-helyzetet is.

### Rögzített játékhelyzetek
A The Athletic 2023 decemberében a United lehetőségeit rögzített helyzetekből „elszomorító” szóval illette és szakértőjük, Ahmed Walid kiemelte, hogy ezek jelenthetik az egyik legkönnyebb utat a csapat számára gyenge formájuk megváltoztatására. 2021 óta a United nem volt képes megfelelően kihasználni ezeket a lehetőségeket. A 2021–2022-es szezonban a Unitednek a harmadik legrosszabb mutatója volt a bajnokságban, száz rögzített játékhelyzetenként csak 2,7-et tudtak értékesíteni. A következő szezon se volt jobb, még tovább esett a Vörös Ördögök hatékonysága. A 2023–2024-es szezonra a United (a bajnokságot és minden további tornát beleértve), 3,1-et tudott értékesíteni, ami még mindig csak a 13. legjobb volt, és a legjobban teljesítő csapat (az Everton) mutatójának majdnem harmada. Mivel a 2023–2024-es adat minden kiírást figyelembe vesz, így a United összességében még mindig tovább romlott az előző két évadhoz képest. Három év alatt a Premier League-ben mindössze tizenhatszor találtak be rögzített játékhelyzetből (2,5/100).

## Forrás
- Egymás elleni eredmények (Anglia): Premier League.com
- Egymás elleni eredmények (nemzetközi): UEFA.com